# Meppen
Meppen ist die Kreisstadt des Landkreises Emsland und eine selbständige Gemeinde im Westen des Landes Niedersachsen, nahe der Grenze zu den Niederlanden.

## Geografie

### Geografische Lage

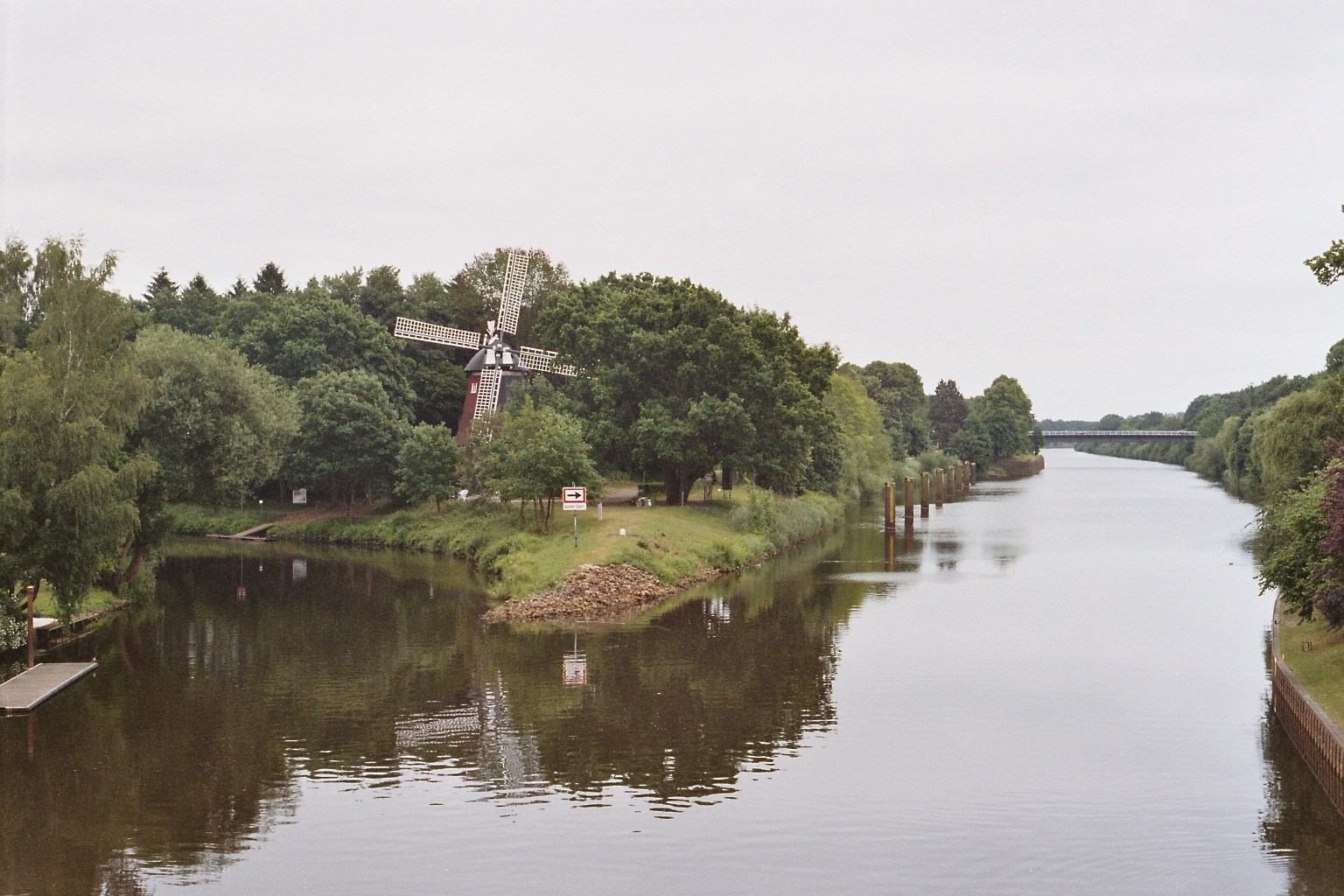
Die Höltingmühle markiert die Hasemündung

Meppen liegt im Zentrum des Emslandes an der Mündung der Hase in die Ems. Etwa einen halben Kilometer vor ihrer Mündung in die Ems nimmt die Hase den Dortmund-Ems-Kanal auf, der südlich von Meppen in einem künstlich erstellten Gewässerbett verläuft. Nördlich von Meppen wird für den Dortmund-Ems-Kanal größtenteils der ausgebaute Flusslauf der Ems genutzt.
Naturräumlich befindet sich Meppen im Norddeutschen Tiefland in der Dümmer-Geestniederung. Längs der Flussläufe von Ems und Hase erstrecken sich schmale Talsandgebiete, welche vielerorts überdeckt sind durch Dünen. Diese sind heute größtenteils durch Aufforstung mit Nadelbäumen bewaldet. Im Nordosten des Stadtgebietes hat Meppen Anteil an Ausläufern des Geestrückens Hümmling, im Südosten am Lingener Land. Am Westrand des Stadtgebietes beginnt das weitgehend kultivierte Bourtanger Moor, östlich des Emstals befindet sich im Norden des Stadtgebietes ein kleiner Teil des unter Naturschutz stehenden Hochmoorgebietes Tinner Dose.
Das Stadtzentrum befindet sich 18 Kilometer östlich der niederländischen Grenze. Die Stadt Lingen (Ems) liegt Luftlinie 20 Kilometer südlich, die Stadt Papenburg 45 Kilometer nördlich.
Durch das Gebiet der Stadt Meppen verlaufen in Ost-West-Richtung die Europastraße E 233 – in diesem Streckenabschnitt als Bundesstraße 402, in Nord-Süd-Richtung die Bundesautobahn A 31 und die Bundesstraße 70.
Meppen wird von einer Kulturroute des Europarats, nämlich der Straße der Megalithkultur berührt.

### Klima
In Meppen herrscht ein gemäßigtes Seeklima vor, das durch Nordwestwinde von der Nordsee beeinflusst wird. Im langjährigen Mittel erreicht die Lufttemperatur an der Station Meppen 8,9 °C und es fallen etwa 740 Millimeter Niederschlag. Die tiefsten Temperaturen werden zwischen Dezember und Februar, die Höchstwerte werden im Juli und August erreicht.
|                       | Jan  | Feb  | Mär  | Apr  | Mai  | Jun  | Jul  | Aug  | Sep  | Okt  | Nov  | Dez  |   |       |
| Mittl. Tagesmax. (°C) | 3    | 4    | 8    | 13   | 18   | 21   | 22   | 22   | 19   | 14   | 8    | 4    | ⌀ | 13    |
| Mittl. Tagesmin. (°C) | −2   | −2   | 0    | 3    | 7    | 10   | 12   | 12   | 9    | 6    | 2    | −1   | ⌀ | 4,7   |
|                       |      |      |      |      |      |      |      |      |      |      |      |      |   |       |
| Niederschlag (mm)     | 65,9 | 43,7 | 53,9 | 49,1 | 57,2 | 72,9 | 70,8 | 67,9 | 59,6 | 58,8 | 67,6 | 72,1 | Σ | 739,5 |
|                       |      |      |      |      |      |      |      |      |      |      |      |      |   |       |
| Sonnenstunden (h/d)   | 1    | 2    | 3    | 5    | 7    | 7    | 6    | 6    | 5    | 3    | 2    | 1    | ⌀ | 4     |
|                       |      |      |      |      |      |      |      |      |      |      |      |      |   |       |
| Regentage (d)         | 11   | 9    | 10   | 10   | 10   | 11   | 10   | 10   | 9    | 9    | 11   | 12   | Σ | 122   |

| −2 |

| −2 |

| 0 |

| 3 |

| 7 |

| 10 |

| 12 |

| 12 |

| 9 |

| 6 |

| 2 |

| −1 |

| −2 |

| −2 |

| 0 |

| 3 |

| 7 |

| 10 |

| 12 |

| 12 |

| 9 |

| 6 |

| 2 |

| −1 |

### Nachbargemeinden
Meppen grenzt an folgende Städte und Gemeinden: die Stadt Haren (Ems) im Norden, die Gemeinden Stavern und Klein Berßen im Nordosten, die Stadt Haselünne im Osten, die Gemeinde Geeste im Süden und die Gemeinde Twist im Westen.

### Stadtgliederung

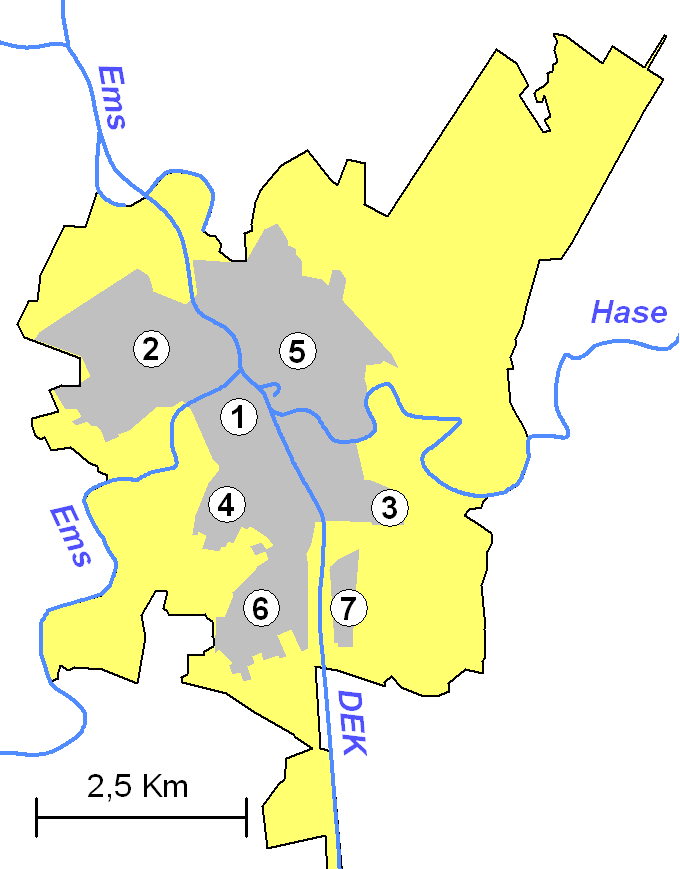
Meppen in den Grenzen vom 1. Juli 1967 – Nummerierung der Stadtteile innerhalb der Kernstadt – Grau: Bebaute Fläche (Stand 2006).

Am 1. Juli 1967 schlossen sich die Stadt Meppen und die Gemeinde Vormeppen auf freiwilliger Basis zusammen. Heute sind diese beiden ehemaligen Gemeinden überwiegend zusammengewachsen, eine Abgrenzung ist kaum noch möglich. Die so gebildete „Kernstadt“, also ohne die am 1. März 1974 eingemeindeten Ortsteile, gliedert sich in folgende Stadtteile:
1. Die Altstadt ist der historische Stadtkern unmittelbar südlich des Zusammenflusses von Ems und Hase. Sie ist umgeben vom Stadtwall, einem Relikt der ehemaligen Stadtbefestigung, heute eine baumbestandene Promenade. Im Zentrum der Altstadt befindet sich der Marktplatz und auf diesem freistehend das historische Rathaus. In unmittelbarer Nähe des Rathauses befindet sich östlich die Gymnasialkirche, etwas weiter entfernt südlich die Propsteikirche. Traditionell ist der Marktplatz und seit den 1980er Jahren zunehmend auch die westliche Altstadt geprägt vom Einzelhandel. Die nördliche Altstadt dominieren Banken und Behörden, am Ostrand befindet sich das Windthorst-Gymnasium, während der Südosten vom Krankenhaus Ludmillenstift eingenommen wird. Direkt an der Ems liegen außerhalb des Stadtwalls ein Campingplatz sowie das Emsbad (Frei- und Hallenbad).
2. Esterfeld liegt im Westen der Kernstadt am linken Emsufer und ist durch rege Bautätigkeit vor allem in den 1960er und 1970er Jahren zum Stadtteil mit den meisten Einwohnern geworden.
3. Feldkamp/Helter Damm ist ein Wohngebiet im Südosten der Kernstadt, das seit Mitte der 1980er-Jahre als Neubaugebiet ausgebaut wird.
4. Die Kuhweide südlich der Altstadt wurde ab Ende der 1950er-Jahre bebaut – nach der Eindeichung des Überschwemmungsgebietes der Ems und dem Bau eines Schöpfwerkes.
5. Die Neustadt liegt am rechten Hase- und Emsufer im Nordosten der Kernstadt. In der Neustadt befinden sich der Bahnhof Meppen und die Kreisverwaltung des Landkreises Emsland. 2013 wurde in der Fußgängerzone Bahnhofstraße die Einkaufspassage MEP eröffnet mit 45 Einzelhandelsgeschäften und Gastronomiebetrieben auf über 13.000 Quadratmeter Verkaufsfläche.[4] In den Jahren vor dem Bau der MEP hatte sich dieser Teil der Bahnhofstraße zunehmend zu einem städtebaulichen Problemgebiet entwickelt, gekennzeichnet durch Leerstände und verfallende Bausubstanz.[5] Um Platz für das MEP zu schaffen, wurde die alte Bausubstanz großflächig abgerissen.
6. Nödike befindet sich im Süden der Kernstadt links des Dortmund-Ems-Kanals. Hier befindet sich das größte Gewerbegebiet der Stadt.
7. Schleusengruppe im Süden der Kernstadt liegt gegenüber von Nödike rechts des Dortmund-Ems-Kanals. Die Siedlung ist benannt nach der Schleusengruppe aus der Kleinen Schleuse Meppen und der Großen Schleuse Meppen.

Am 1. Juli 1970 wurde ein kleiner Teil der aufgelösten Gemeinde Groß Fullen mit damals etwa 20 Einwohnern eingegliedert. Infolge der Gemeindereform gehören seit dem 1. März 1974 die am 1. Juli 1970 aus den bis dahin selbständigen Gemeinden Groß Fullen (teilweise), Klein Fullen, Rühle und Versen neu gebildete Gemeinde Emslage ohne Rühlerfeld und Rühlermoor sowie die Dörfer Apeldorn, Bokeloh, Borken, Helte, Hemsen, Holthausen, Hüntel, Schwefingen und Teglingen zu Meppen.
1. Apeldorn (745)
2. Bokeloh (1.247)
3. Borken (518)
4. Groß Fullen (1.220)
5. Klein Fullen (351)
6. Helte (619)
7. Hemsen (792)
8. Holthausen (153)
9. Hüntel (267)
10. Rühle (1.343)
11. Schwefingen (387)
12. Teglingen (715)
13. Versen (1.678)

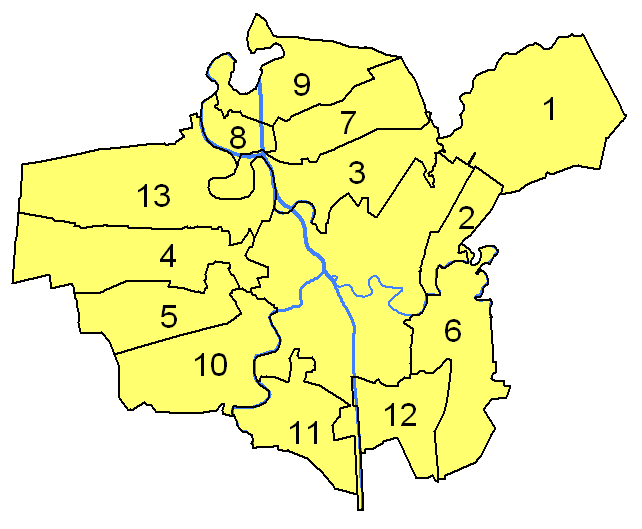
Gliederung Meppens – Nummerierung der 1974 eingemeindeten Ortsteile

(in Klammern die Einwohnerzahlen am 31. Dezember 2021)

## Geschichte

### Vorgeschichte

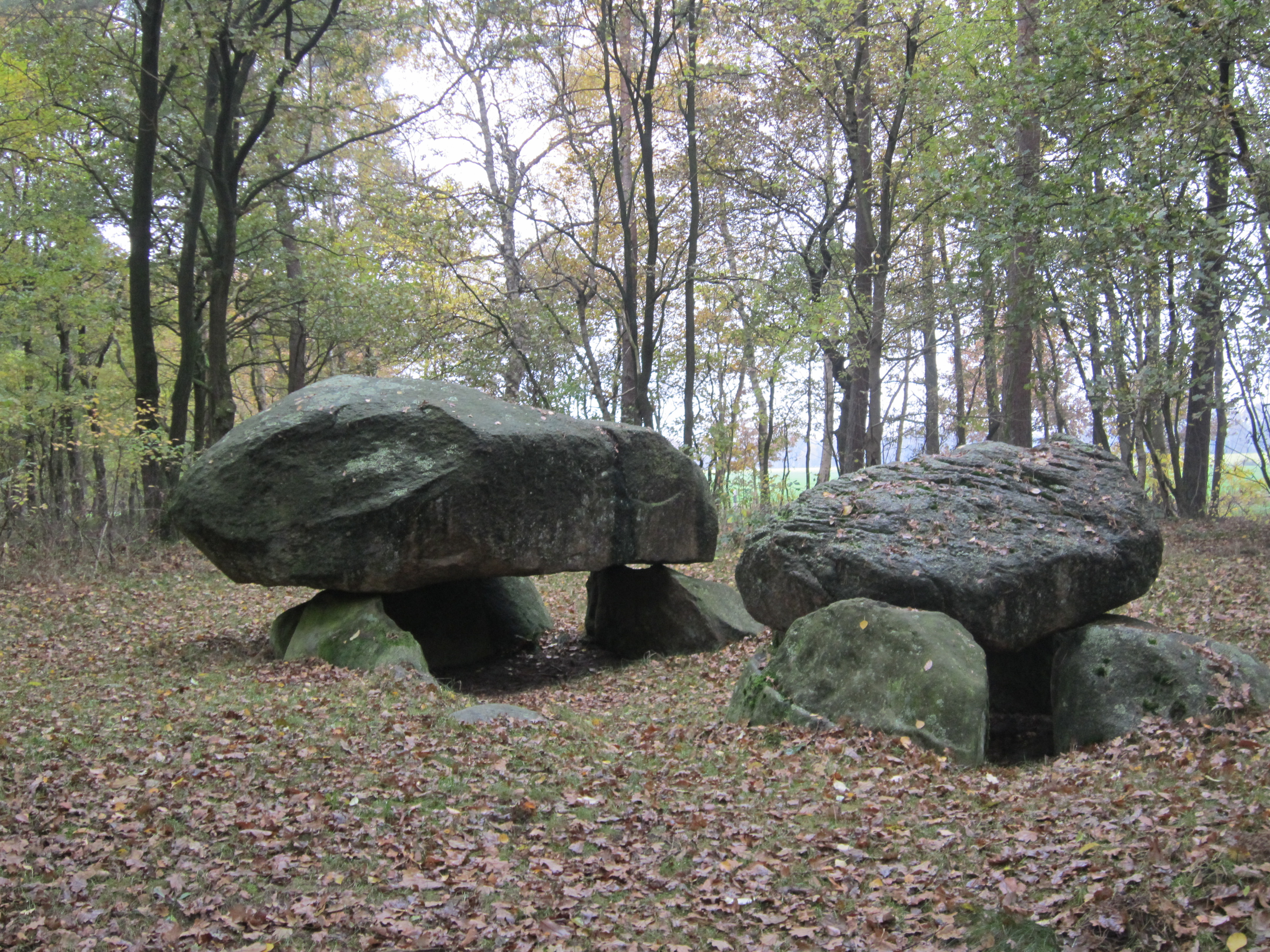
Großsteingrab „Der Steinerne Schlüssel“ in Apeldorn

- Der Wohnplatz von Meppen-Nödike stammt aus der späten Altsteinzeit.
- In Emslage befindet sich der mesolithische Wohnplatz von Meppen-Emslage.
- In Apeldorn steht das neolithische Großsteingrab „Der Steinerne Schlüssel“. Es bildet die Station 13 der Straße der Megalithkultur und ist unter der Sprockhoff-Nummer 852 registriert.
- In Teglingen wurde der Grabhügel von Meppen-Teglingen der jungneolithischen Einzelgrabkultur ausgegraben.
- Eine Siedlung der vorrömischen Eisenzeit wurde im Ortsteil Esterfeld ausgegraben.

### Namensherkunft
Es wurde verschiedentlich versucht, den Namen Meppen herzuleiten.
Eine Erklärung führt den Namen Meppen auf das altsächsische Wort Mappe oder Meppe zurück, das Mund und davon abgeleitet auch Mündung bedeutet haben soll. Da bis zum Mittelalter die Hase in drei Armen in die Ems mündete, lag die dortige Ansiedlung „an den Mündungen“. In einer in lateinischer Sprache abgefassten Urkunde vom 30. Mai 946, mit welcher König Otto der Große dem Kloster Corvey für Meppen Markt- und Bannrechte verlieh, ist von Meppiun die Rede. Dies kann im Altsächsischen als Dativ Plural des oben genannten Meppe aufgefasst werden und würde dann (Ort an) den Mündungen bedeuten.
Eine andere Erklärung leitet den Namen Meppen von Mepelte ab, einer alten niederdeutschen Bezeichnung für den Feldahorn, der im Siedlungsgebiet heimisch gewesen sein könnte.
Spätestens seit dem 13. Jahrhundert wird in Urkunden und auf Karten durchgängig der Name Meppen gebraucht.
Der Ort Meppen (Illinois) in den USA wurde nach Meppen benannt.

### Historische Daten
Erste urkundliche Erwähnung fand Meppen im Jahre 834 in einer Schenkungsurkunde von Kaiser Ludwig dem Frommen, in der die Missionszelle Meppen dem Kloster Corvey übertragen wurde. 945 verlieh Otto der Große Meppen Münz- und Zollrecht sowie 946 Marktrechte. Gräfin Jutta von Vechta-Ravensberg verkaufte 1252 ihre Besitzungen an den Bischof von Münster, Meppen wurde Teil des Niederstifts Münster. Als Ministerialen verwalteten die Herren von Meppen und nach ihrem Absterben ab 1392 die Herren von Langen den Ort.

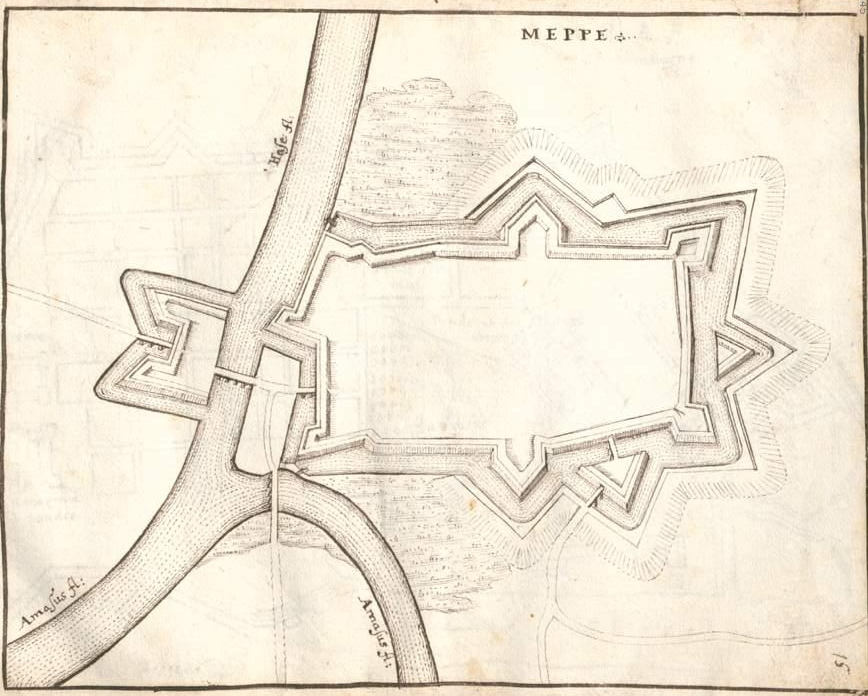
Festung Meppen im 16. Jahrhundert

1360 wurde Meppen durch den Bischof Adolf von Münster das Recht zur Stadtbefestigung verliehen und somit das Stadtrecht. Bis 1660 wurde Meppen zur Festungsstadt ausgebaut. 1762, gegen Ende des Siebenjährigen Krieges, wurden die Festungsanlagen geschleift, der Gegenwall blieb bis heute erhalten. 1803 wurde das Amt Meppen zusammen mit dem Vest Recklinghausen auf Grund der Beschlüsse des Reichsdeputationshauptschlusses dem Herzog von Arenberg als Ersatz für den Verlust seiner linksrheinischen Gebiete zugeteilt. Meppen wurde Hauptstadt des Herzogtums Arenberg-Meppen. Seit 1811 gehörte Meppen als Teil des Département de l’Ems-Supérieur zum französischen Kaiserreich und war Hauptort eines Kantons.
Von 1813 bis 1814 war Meppen preußisch besetzt. Das Herzogtum Arenberg-Meppen wurde 1814/15 durch die Beschlüsse auf dem Wiener Kongress dem Königreich Hannover zugeteilt. Mit der Eröffnung der Hannoverschen Westbahn erhielt Meppen 1855 Anschluss an das Eisenbahnnetz. Nach dem Preußisch-Österreichischen Krieg wurde das Königreich Hannover 1866 von Preußen annektiert und damit zu einer preußischen Provinz. Der Kreis Meppen wurde am 1. April 1885 aus den ehemaligen hannoverschen Ämtern Meppen und Haselünne gebildet. Das Land Preußen wurde nach dem Zweiten Weltkrieg 1946 aufgelöst, Meppen gehörte nun zum neu geschaffenen Land Niedersachsen. Die Gemeinde Vormeppen und die Stadt Meppen schlossen sich 1967 zur Stadt Meppen zusammen. Im Zuge der Gebietsreform am 1. März 1974 kamen 13 Gemeinden nach Meppen. Bei der niedersächsischen Kreisreform am 1. August 1977 wurden die damaligen Landkreise Lingen, Meppen und Aschendorf-Hümmling zum Landkreis Emsland vereinigt und Meppen Sitz der Kreisverwaltung.
Sofort nach der Machtergreifung Hitlers wurde durch den NSDAP-Kreisleiter Josef Egert versucht, den Bürgermeister Heinrich Lesker abzusetzen. Am 7. April 1933 besetzte ein Trupp der örtlichen SA das Rathaus und erklärte Lesker für abgesetzt, dieses wurde jedoch vom Osnabrücker Regierungspräsidenten Bernhard Eggers nicht akzeptiert, so dass Lesker zunächst noch im Amt blieb. Am 19. Juni ließ sich Josef Egers zum Ehrenbürgermeister wählen, um das Amt nach dem offiziellen Ausscheiden Leskers in 1935 zu übernehmen, jedoch blieb auch dieses für ihn erfolglos, da diese Option der Stadt zu teuer war und Eggers auch diesem Vorgang nicht zustimmte. Nach weiteren Provokationen gegen Lesker seitens der Nationalsozialisten, wie der Entfernung des Ludwig-Windthorst-Denkmals vom Marktplatz, wurde er mit dem Gesetz zur Wiederherstellung des Berufsbeamtentums am 18. November 1933 entlassen. Jedoch wurde nicht Josef Egert als Bürgermeister ernannt, sondern kommissarisch der Regierungsrat Max Bontemps eingesetzt. Am 31. Januar 1934 wurde Hans Kraneburg als Bürgermeister für die NSDAP eingesetzt.
Auf dem Gebiet der heutigen Stadt Meppen befanden sich in der NS-Zeit die Emslandlager IX Versen und X Fullen.

### Kriegsende 1945
Die Stadt Meppen wurde in der Endphase des Zweiten Weltkrieges nicht kampflos an die Alliierten übergeben, so dass es in der Stadt zu schweren Kämpfen kam.
Am 6. April 1945 setzten kanadische Pioniere den Kanalübergang bei der Kirchbrücke in Schöninghsdorf instand, welche zuvor von der Wehrmacht zerstört worden war, und rückten dann mit Panzerspähwagen über die Provinzialstraße nach Klein- und Groß Fullen vor. Dort kam es zu ersten Feuergefechten, bevor die Lager Versen und Fullen befreit wurden. Auf dem Schullendamm vor der zerstörten Emsbrücke wurden die Kanadier von Wehrmachtssoldaten unter starken Beschuss genommen, welche sich an der Marktstiege und beim Nagelshof verschanzt hatten.
Am 7. April gelang es den Kanadiern zwar, an anderer Stelle über Rühlermoor, Rühlerfeld und Rühle nach Esterfeld vorzurücken, jedoch gingen die Gefechte auf dem Schullendamm weiter, und letztendlich wurde die Gustav-Adolf-Kirche zerstört sowie die Propsteikirche St. Vitus schwer beschädigt. Auch in Esterfeld kam es zeitgleich zu erneuten Gefechten, als deutsche Soldaten damit begannen, die vorgerückten Kanadier unter Beschuss zu nehmen.
Nach einem weiteren von Straßenkämpfen geprägten Tag wurde Meppen schließlich am 8. April durch kanadische Verbände eingenommen.

### Einwohnerentwicklung
Einwohnerentwicklung einschließlich der bis 1974 eingemeindeten Gemeinden:

Einwohnerentwicklung Meppens zwischen 1821 und 2016

| Jahr | Einwohner |
| ---- | --------- |
| 1821 | 4815      |
| 1848 | 5130      |
| 1871 | 5085      |
| 1885 | 6268      |
| 1905 | 7687      |

| Jahr | Einwohner |
| ---- | --------- |
| 1925 | 9645      |
| 1933 | 11.745    |
| 1939 | 15.045    |
| 1946 | 17.173    |
| 1950 | 19.141    |

| Jahr | Einwohner |
| ---- | --------- |
| 1956 | 20.965    |
| 1961 | 22.914    |
| 1971 | 27.305    |
| 1975 | 27.308    |
| 1980 | 28.135    |

| Jahr | Einwohner |
| ---- | --------- |
| 1985 | 28.888    |
| 1990 | 30.508    |
| 1995 | 32.093    |
| 2000 | 33.412    |
| 2005 | 34.196    |

| Jahr | Einwohner |
| ---- | --------- |
| 2010 | 34.944    |
| 2015 | 34.918    |
| 2016 | 34.935    |
| 2017 | 35.267    |
| 2022 | 36.429    |

## Politik
Meppen hat den Status einer selbständigen Gemeinde und ist seit 1977 die Kreisstadt des damals flächenmäßig größten deutschen Landkreises, des Landkreises Emsland.

### Rat
Der Rat der Stadt Meppen hat 38 gewählte Mitglieder. Hinzu kommt der direkt gewählte hauptamtliche Bürgermeister. Ihm gehören seit der Kommunalwahl am 12. September 2021 Ratsfrauen und Ratsherren von fünf Parteien und einer Wählergemeinschaft an.
| Partei/Liste | Sitze | Veränderung |
| CDU          | 16    | − 1         |
| SPD          | 8     | − 1         |
| UWG          | 5     | − 1         |
| Grüne        | 6     | + 3         |
| FDP          | 2     | ± 0         |
| AfD          | 1     | + 1         |

### Bürgermeister
Hauptamtlicher Bürgermeister der Stadt Meppen ist seit 2014 Helmut Knurbein (parteilos). Bei der letzten Bürgermeisterwahl 2021 wurde Knurbein mit 79,21 Prozent der Stimmen im ersten Wahlgang gegen Marius Nürenberg (Die Partei) wiedergewählt. Die Wahlbeteiligung lag bei 57,5 Prozent.
Hauptamtliche Bürgermeister:
- 2001–2006: Heinz Jansen (CDU)
- 2006–2014: Jan Erik Bohling (CDU)
- seit 2014: Helmut Knurbein (parteilos)

Bis 2001 bestand eine zweigleisige Verwaltungsspitze in der Stadt mit einem ehrenamtlichen Bürgermeister und einem Stadtdirektor:
Ehrenamtliche Bürgermeister:
- 1929–1933 Heinrich Lesker (Zentrum)[20]
- 1933–1944 Max Bontemps (kommissarisch)
- 1934–1945 Hans Kraneburg (NSDAP)[12]
- 000001946: Hermann Kerckhoff (CDU)
- 1946–1947: Arnold Blanke
- 1948–1956: Wilhelm Sagemüller (CDU)
- 1956–1967: Arnold Blanke
- 1975–1988: Hans Plate
- 1988–1994: Wilhelm Mevenkamp
- 1994–1996: Karin Stief-Kreihe (SPD)
- 1996–2001: Heinz Jansen (CDU)

Stadtdirektoren:
- 1946–1964: Hans Kraneburg
- 1964–1989: Hans Simon
- 1989–2001: Franz Quatmann[21]

### Wappen
| Banner, Wappen und Hissflagge |  |
|                               |  |
|                               |  |

Meppen kam im 13. Jahrhundert zum Hochstift Münster. Das Meppener Wappen ist aus dem ursprünglichen Münsteraner Wappen abgeleitet. Dieses ursprüngliche Wappen ist ein gold-rot-goldenes Balkenwappen, das in seiner Originalform heute noch von der Stadt Werne und dem Bistum Münster geführt wird. Im Gegensatz zu diesem ist dem Meppener Wappen zusätzlich ein rotes Kreuz auf dem Mittelbalken zugefügt worden.

### Städtepartnerschaften
Ostrołęka (Polen), seit September 1994

## Kultur und Sehenswürdigkeiten

### Theater
Zwischen September und April bietet die Theatergemeinde Meppen ein umfangreiches Programm an. Die Aufführungen finden in dem von Eberhard Kulenkampff entworfenen und 1959 fertiggestellten Theater- und Konzertsaal der Stadt Meppen statt, welcher auch dem Windthorst-Gymnasium als Aula dient. Geboten werden dabei Sprechtheater mit Tourneeproduktionen und Musikveranstaltungen unterschiedlicher Genres.
Von Mai bis September bietet die Emsländische Freilichtbühne Meppen den Besuchern jeweils ein Familienmusical und ein Abendstück, meist aus dem Bereich Musical. Die über 30.000 Besucher, die jährlich in den Esterfelder Forst in die Naturbühne kommen, dürfen große Ausstattungsstücke mit bis zu hundert Beteiligten aus dem Bereich Musiktheater erwarten.

### Museen
- Stadtmuseum Meppen an der Koppelschleuse
- Arenberg’sche Rentei in der Obergerichtsstraße, erbaut von August Reinking, ehemaliges Stadtmuseum, das durch den Heimatverein Meppen betreut wurde
- Ausstellungszentrum für die Archäologie des Emslandes im Kunstzentrum an der Koppelschleuse[22]

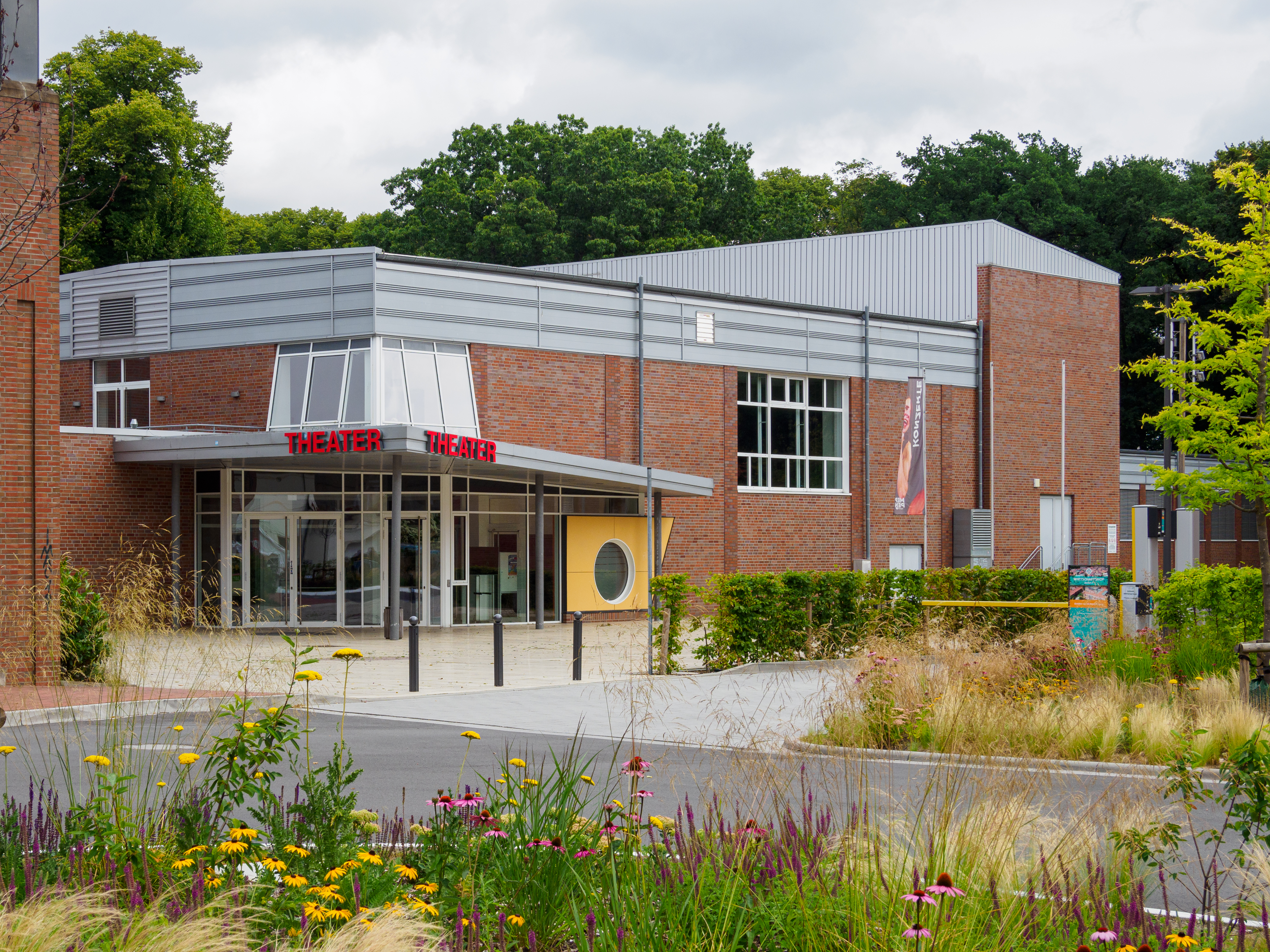
Theater Meppen
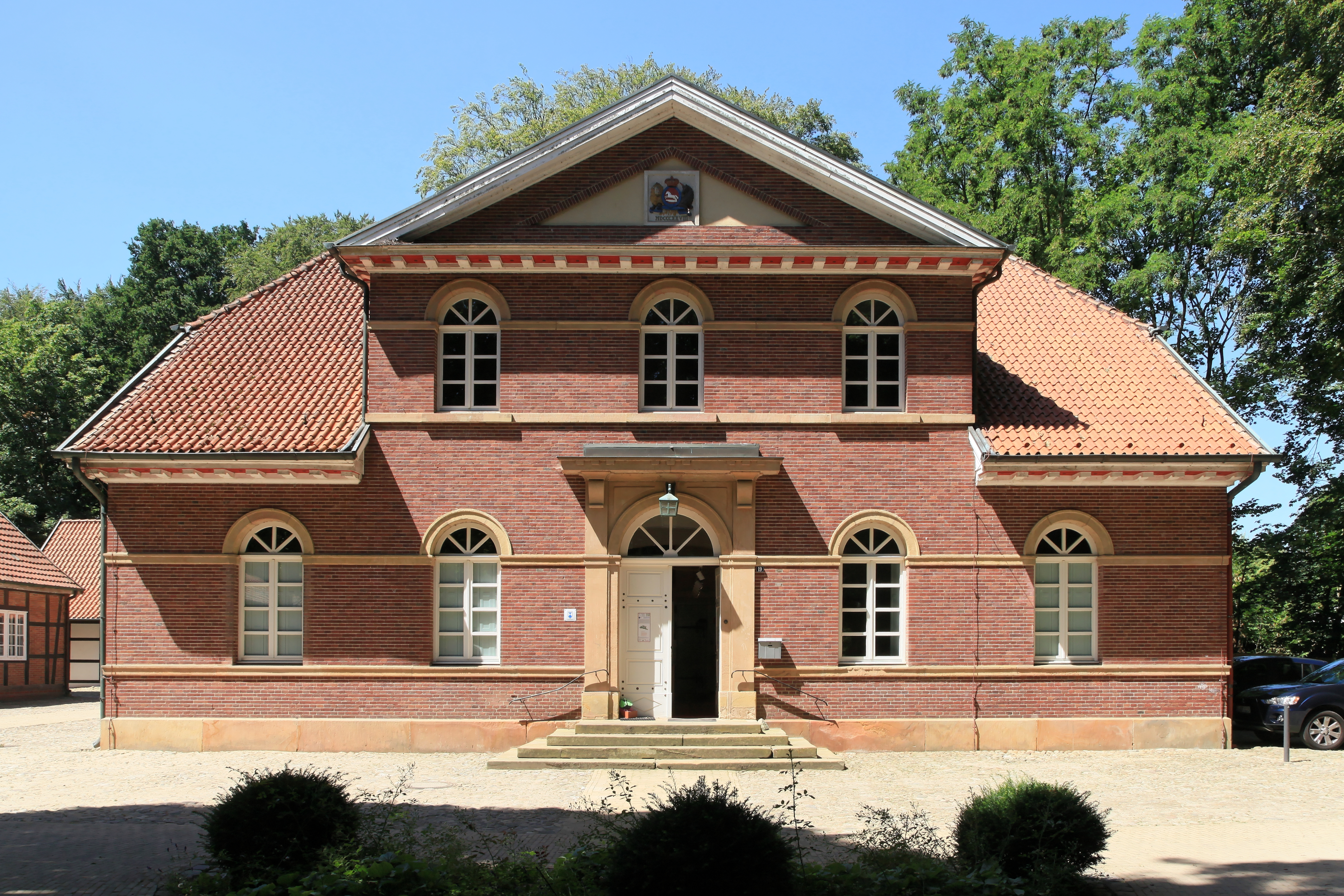
Kunstzentrum an der Koppelschleuse
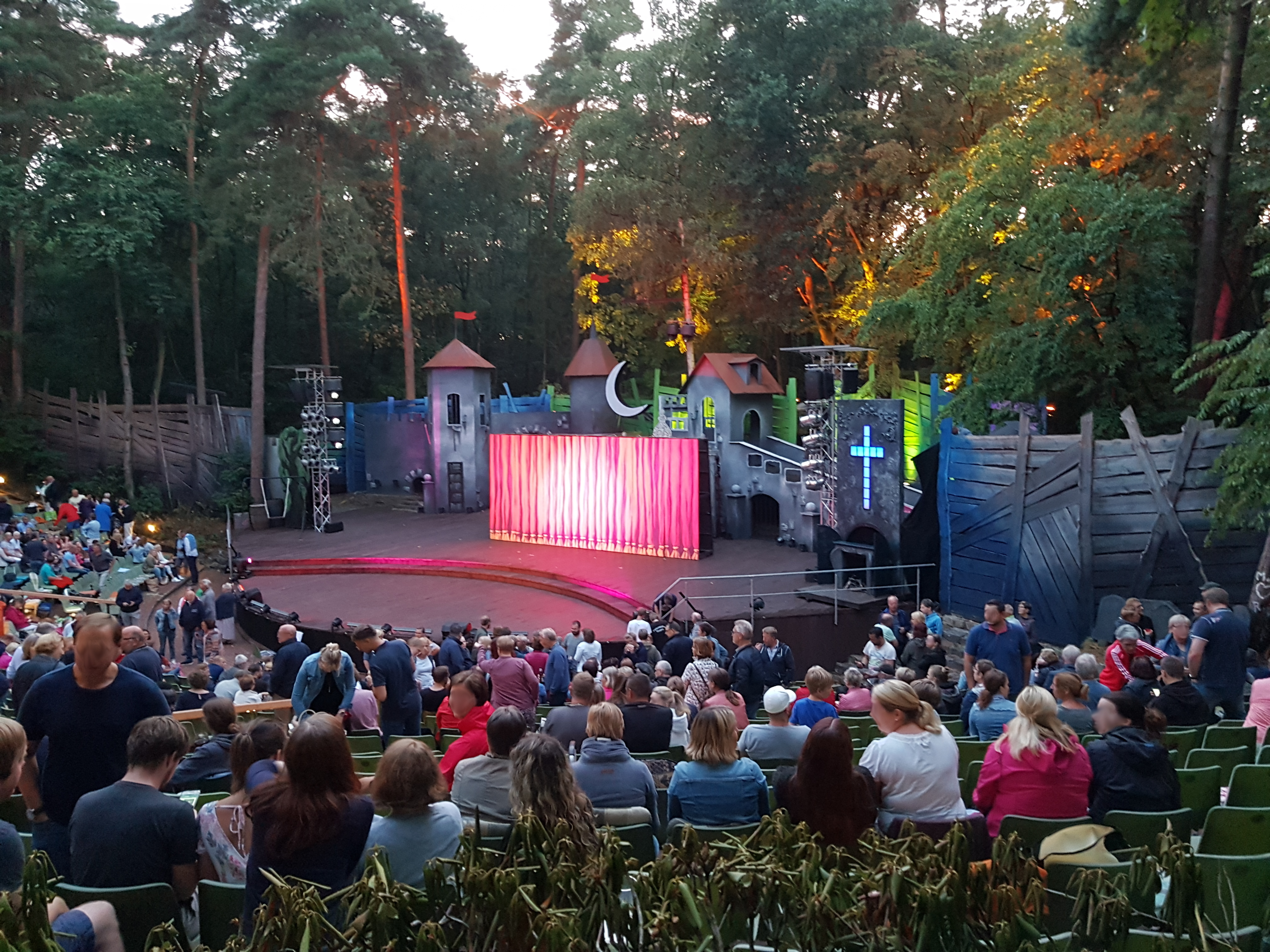
Pause einer Aufführung auf der Emsländischen Freilichtbühne

### Shantychor
Mit regelmäßigen Veranstaltungen in der Region und deutschlandweit ist der in Meppen ansässige Shantychor Geeste e. V. unter der Leitung von Peter Ludewig aktiv.

### Bauwerke
- Um 1461/62 wurde die Propsteikirche St. Vitus als dreischiffige spätgotische Hallenkirche errichtet. Während es im Umkreis nur hölzerne Kirchenbauten gab, stand an dieser Stelle schon im 9. Jahrhundert ein einfacher steinerner Vorgängerbau. Dieser wurde im 11. Jahrhundert erweitert, unter anderem entstand so der Kern des heutigen Turms. Beim Ausbau im 13. Jahrhundert entstand unter anderem das Braut- und das Nordportal der Kirche.
- Die „Residenz“, heutiger Sitz der Verwaltung und des Rektorates des Windhorstgymnasiums, wurde zwischen 1726 und 1729 erbaut. Später wurde die Gymnasialkirche (1743–46) unter Pater Superior Karl Immendorf an die Residenz angebaut.

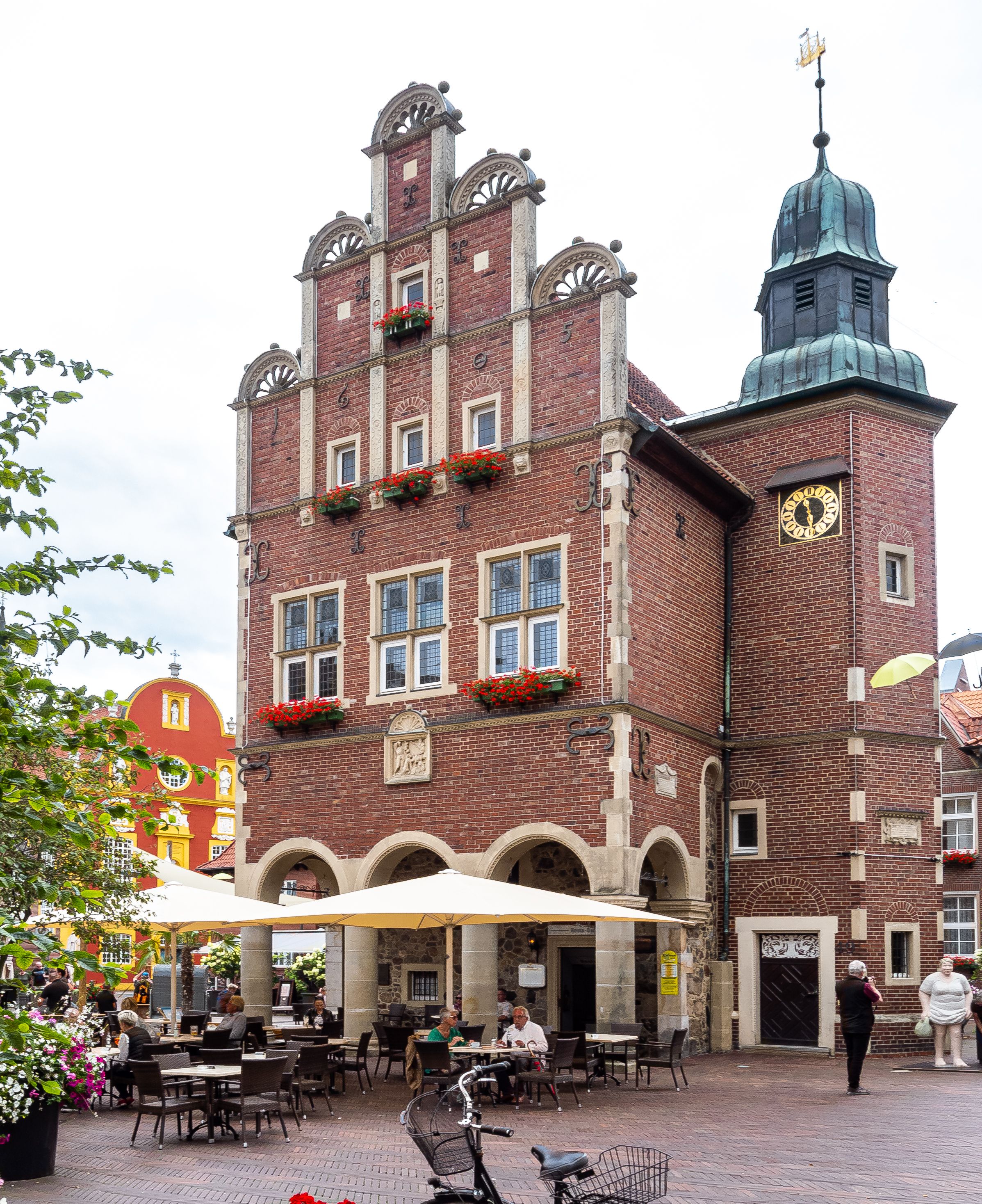
Rathaus Meppen

- Das Rathaus, heute Wahrzeichen der Stadt, wurde 1408 aus Findlingen gebaut. 1601 bis 1605 wurde es erheblich erweitert und um ein in Backstein ausgeführtes Geschoss erhöht. Um die Grundfläche für die oberen Stockwerke zu vergrößern, wurde dem Bau eine offene Bogenhalle vorgelegt. Der von halbkreisförmigen Aufsätzen versehene Stufengiebel lehnt sich stark an münsteraner Vorbilder an („Rothenburg 44“ von 1583 und Krameramtshaus von 1589). Zu Beginn des 19. Jahrhunderts scheint das Gebäude recht baufällig gewesen zu sein, da der arenbergische Baudirektor Josef Niehaus von der Stadt um ein Gutachten zu seiner Erneuerung gebeten wurde. Er empfahl unter anderem, den maroden Turm abzubrechen und die Zierrate des Giebels abzunehmen, jedoch kam es dazu zunächst nicht. 1885 wurden die Aufsätze schließlich abgenommen und die Giebelspitze mit einem schlichten Dreiecksgiebel versehen. Außerdem musste die Haube des seitlichen, erst 1611 hinzugefügten Treppenturmes wegen Baufälligkeit abgetragen werden. 1909 wurde beschlossen, Turm und Giebel in der noch heute vorhandenen Form zu rekonstruieren. Im Inneren befindet sich ein 1605 bezeichneter Sandsteinkamin.
- Das Zeughaus wurde im Jahr 1752 auf dem ehemaligen Standort der abgetragenen Paulsburg, einem 1374 erbauten Drostensitz, im Auftrag von Kurfürst Clemens August errichtet. Es sollte den in der Festung Meppen diensttuenden Soldaten als Lagerraum für Waffen, Munition, Uniformen und Kriegsgerät dienen. Im 19. Jahrhundert wurde das Bauwerk zwischenzeitlich gewerblich und heute als Wohnhaus genutzt. Es ist nach einigen baulichen Veränderungen bis heute erhalten geblieben.
- Die Geschichte der „Herrenmühle“, einer Wassermühle an der Nordradde gelegen, geht bis ins 16. Jahrhundert zurück. Sie wird heute für kulturelle Veranstaltungen genutzt.
- Wohnbauten. Im Gegensatz zu dem nur wenige Kilometer entfernten Lingen weist die Innenstadt von Meppen kaum noch historische Bausubstanz auf. Das Straßenbild wird heute vor allem von verklinkerten Neubauten und einzelnen Backsteinbauten des 19. Jahrhunderts geprägt. Von überregionaler Bedeutung ist die „Arenbergische Rentei“ in der Obergerichtsstraße. Der zweigeschossige klassizistische Bau mit Pilastergliederung und Mansarddach wurde 1805 von August Reinking für den Großkaufmann Ferdinand Frye und seiner Ehefrau Josefine Mulert als Wohnhaus errichtet. Ab 1835 als Rentei genutzt, dient er heute als Stadtmuseum. Vier Jahre später entstand nach den Plänen desselben Architekten das so genannte Heyl’sche Haus in der Emsstraße. Bauherr war der herzoglich-arenbergische Kammerrat Anton Heyl. Während das eigentliche Wohnhaus 1977 zugunsten eines Bankgebäudes abgebrochen wurde, konnte der anschließende Saalbau mit seiner bemerkenswerten Ausstattung erhalten und restauriert werden. Neben dem maßstabsprengenden Bankhaus wirkt er allerdings recht verloren. Das 1816 vom Arzt Nikolaus Vagedes erbaute Stadthaus unweit des Rathauses beherbergt seit 1936 die Stadtverwaltung. Zu den wenigen erhaltenen Fachwerkbauten gehören die eingeschossigen Traufenhäuser „Kuhstraße 24“ und „Im Sack 12“. Erstgenanntes stammt im Kern noch aus dem 16. Jahrhundert und ist damit eines der ältesten Wohngebäude der Stadt. Es wurde mehrfach erweitert und verlängert. „Im Sack 12“ entstand hingegen erst 1797 und verfügt noch über ein Dielentor. Heute sind hier die Büros der Seniorenzeitung und der Senioren Freiwilligen-Agentur untergebracht.
- Das „Meppener Högerhaus“, 1936–1937 erbautes, ehemaliges Verwaltungsgebäude des Landkreises Meppen, wurde vom Architekten Fritz Höger entworfen. Heute befindet sich in dem zweiflügeligen, massiven Ziegelbau mit Walmdach an der Bahnhofstraße eine Polizeidienststelle. Die Eingangstreppe an der Süd-West-Front wird von einem Bogengang dominiert.
- Die „Koppelschleuse“ zwischen 1826 und 1830 gebaut, ist in ihrem ursprünglichen Zustand als Teil des ehemaligen Ems-Hase-Kanals erhalten geblieben.
- Die „Höltingmühle“, eine Holländerwindmühle, wurde vermutlich 1639 in der Nähe von Bockhorn im Landkreis Friesland erbaut. Die Mühle wurde durch den Hölting-Bürgerschützenverein gekauft und aus Anlass des 600-jährigen Stadtjubiläums in den Jahren 1959/60 auf der Landzunge zwischen dem Dortmund-Ems-Kanal und der Hase wieder errichtet. Im Inneren der Mühle befindet sich heute ein Café, das während der Sommermonate an Wochenenden geöffnet hat. In der Mühle finden auch standesamtliche Trauungen statt.
- Auf dem 131 Meter hohen Kühlturm des (inzwischen stillgelegten) Gaskraftwerkes Meppen-Hüntel ist die laut Guinness-Buch der Rekorde „größte Weltkarte der Welt“ aufgemalt. Gestaltet wurde diese Bemalung vom Schweizer Künstler Christoph Rihs.

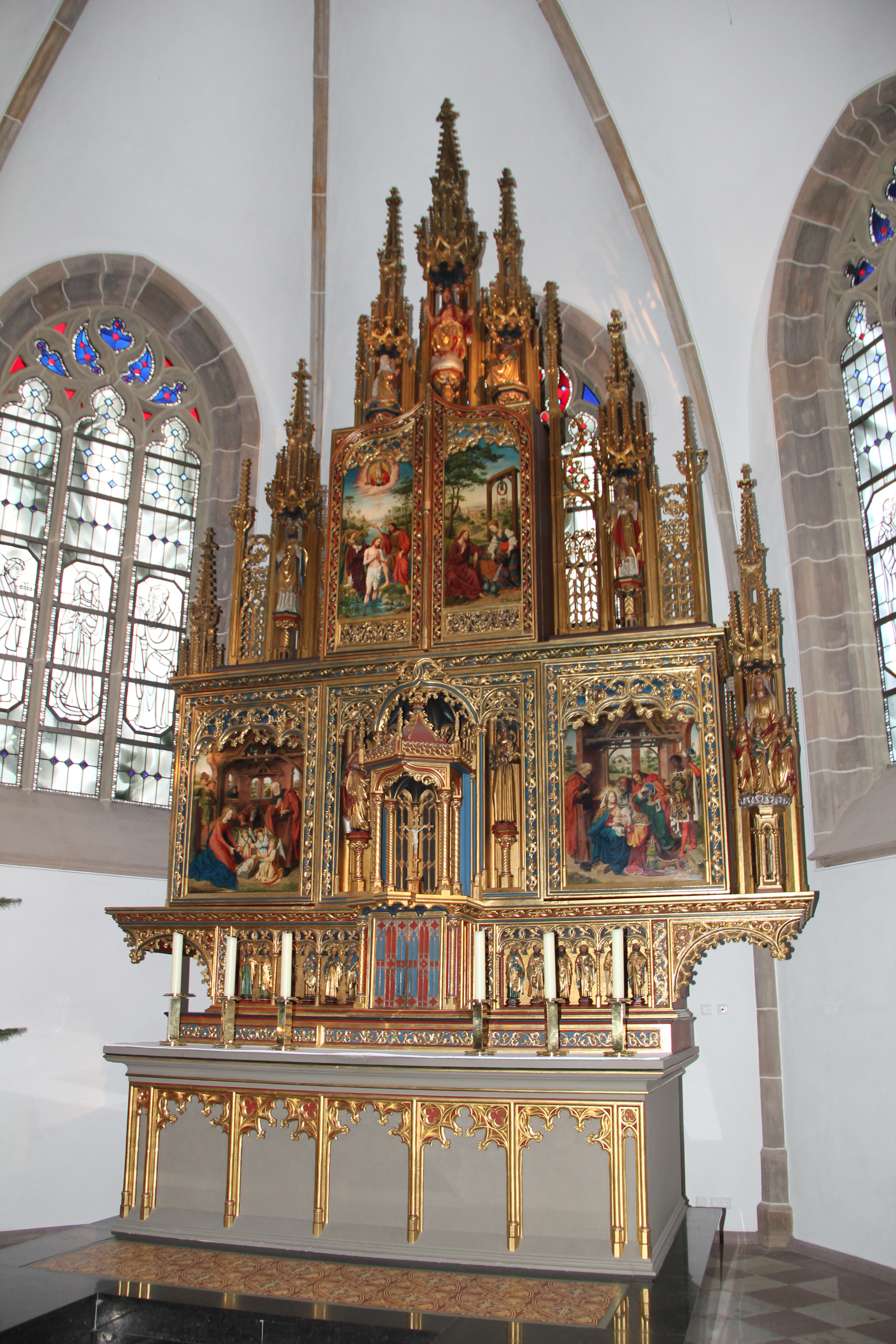
Hochaltar der Propsteikirche St. Vitus
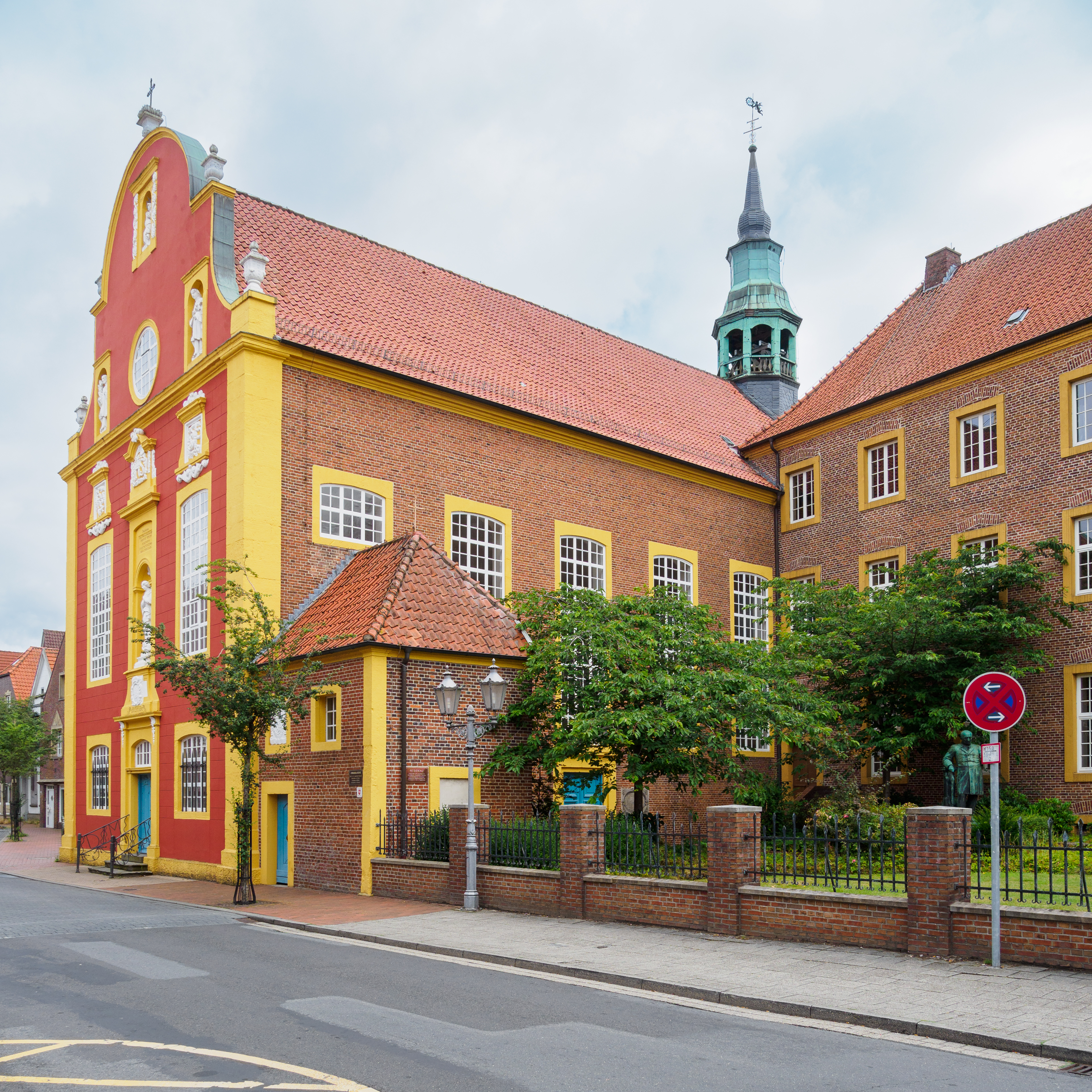
Gymnasialkirche und Residenz
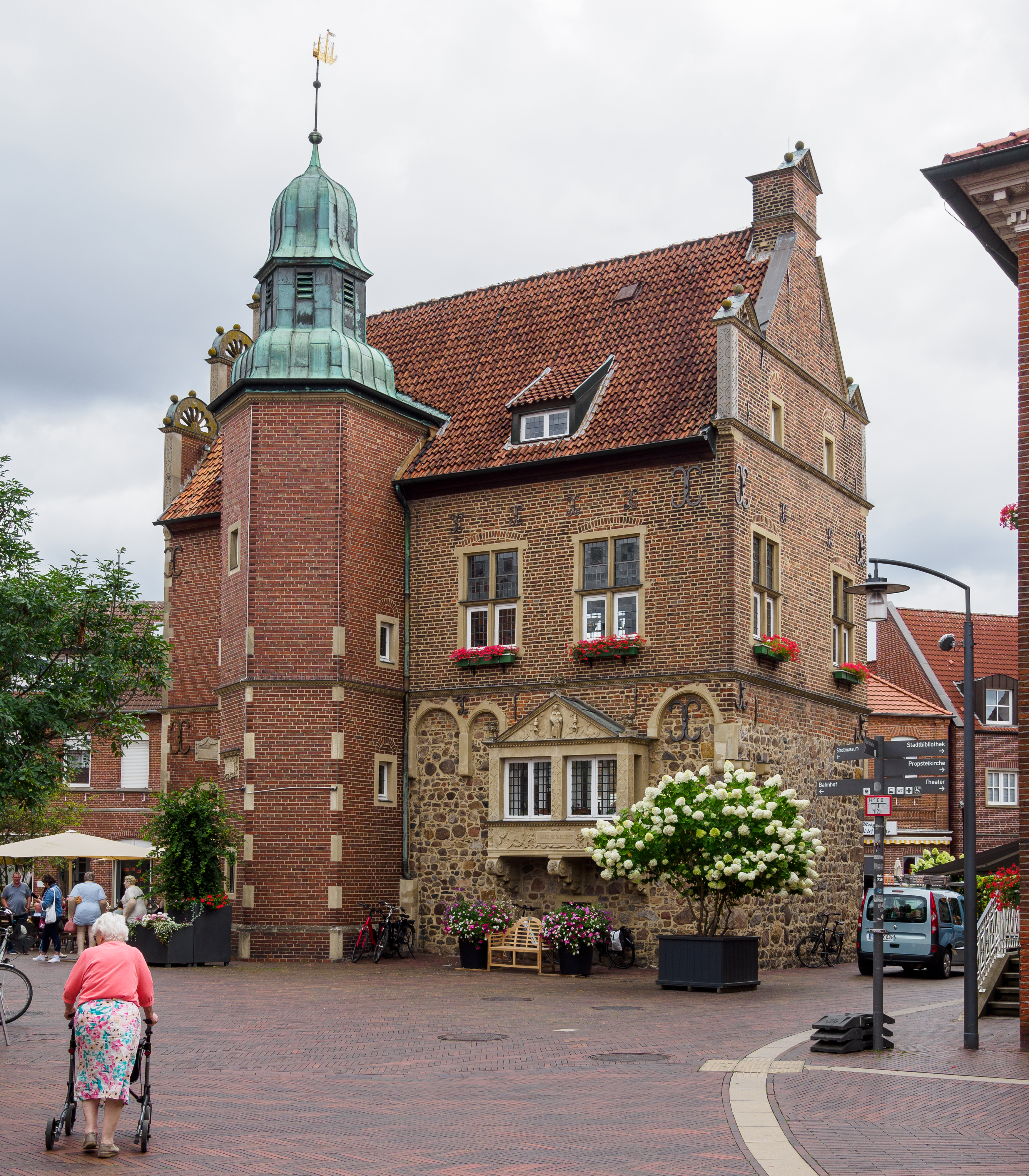
Rathaus Meppen (SW-Ansicht)
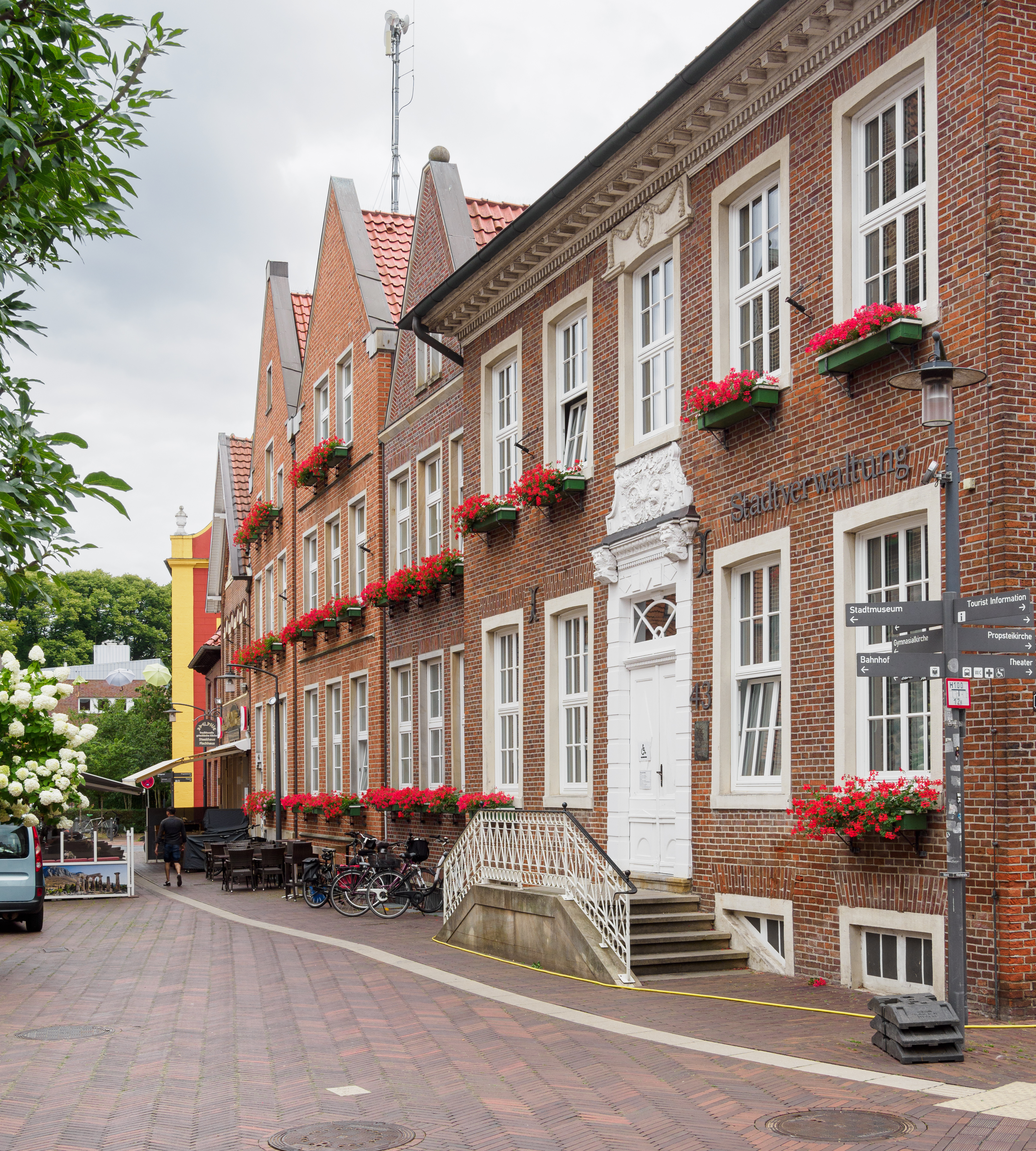
Stadtverwaltung am Markt
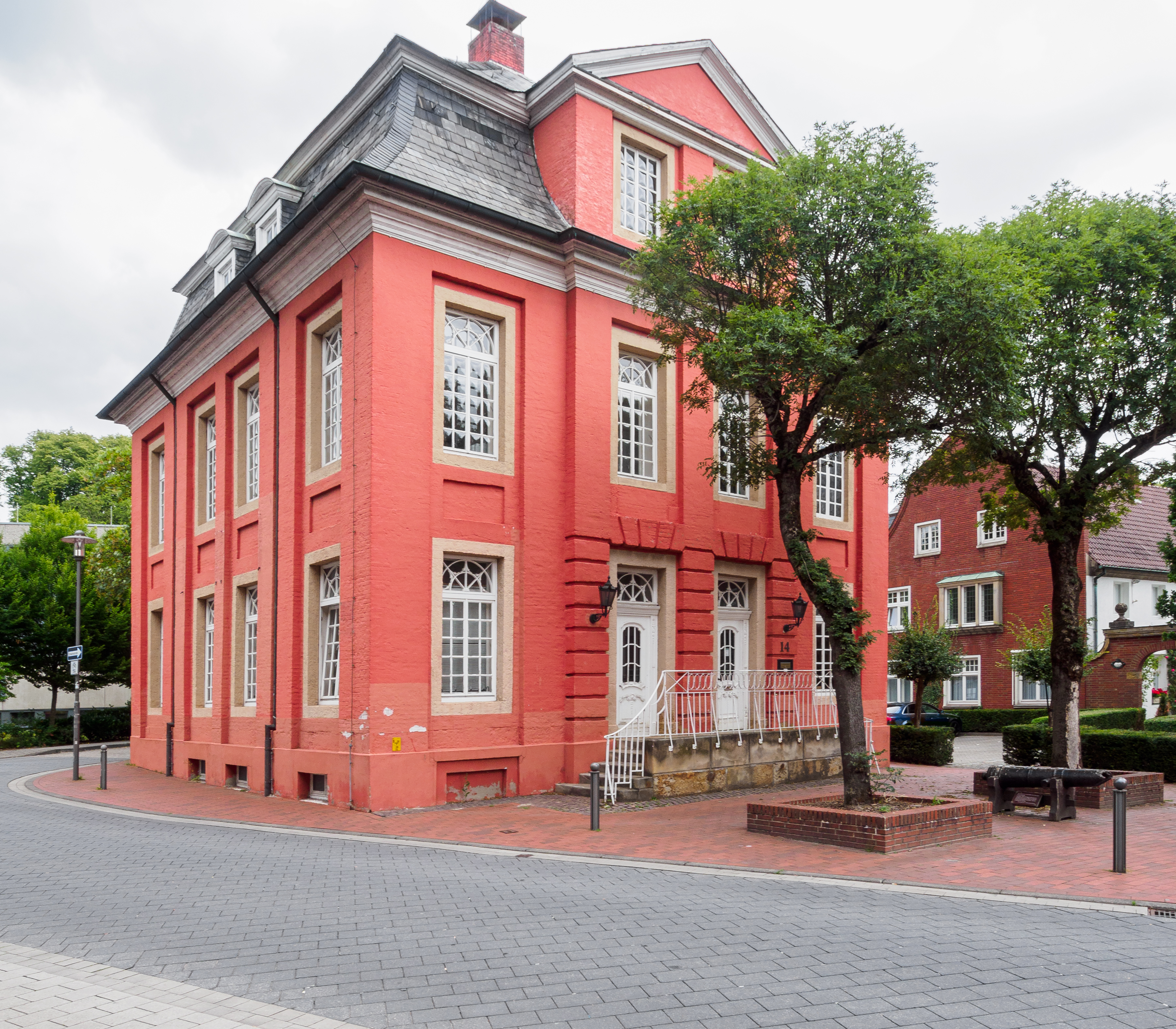
Arenbergische Rentei (Stadtmuseum)
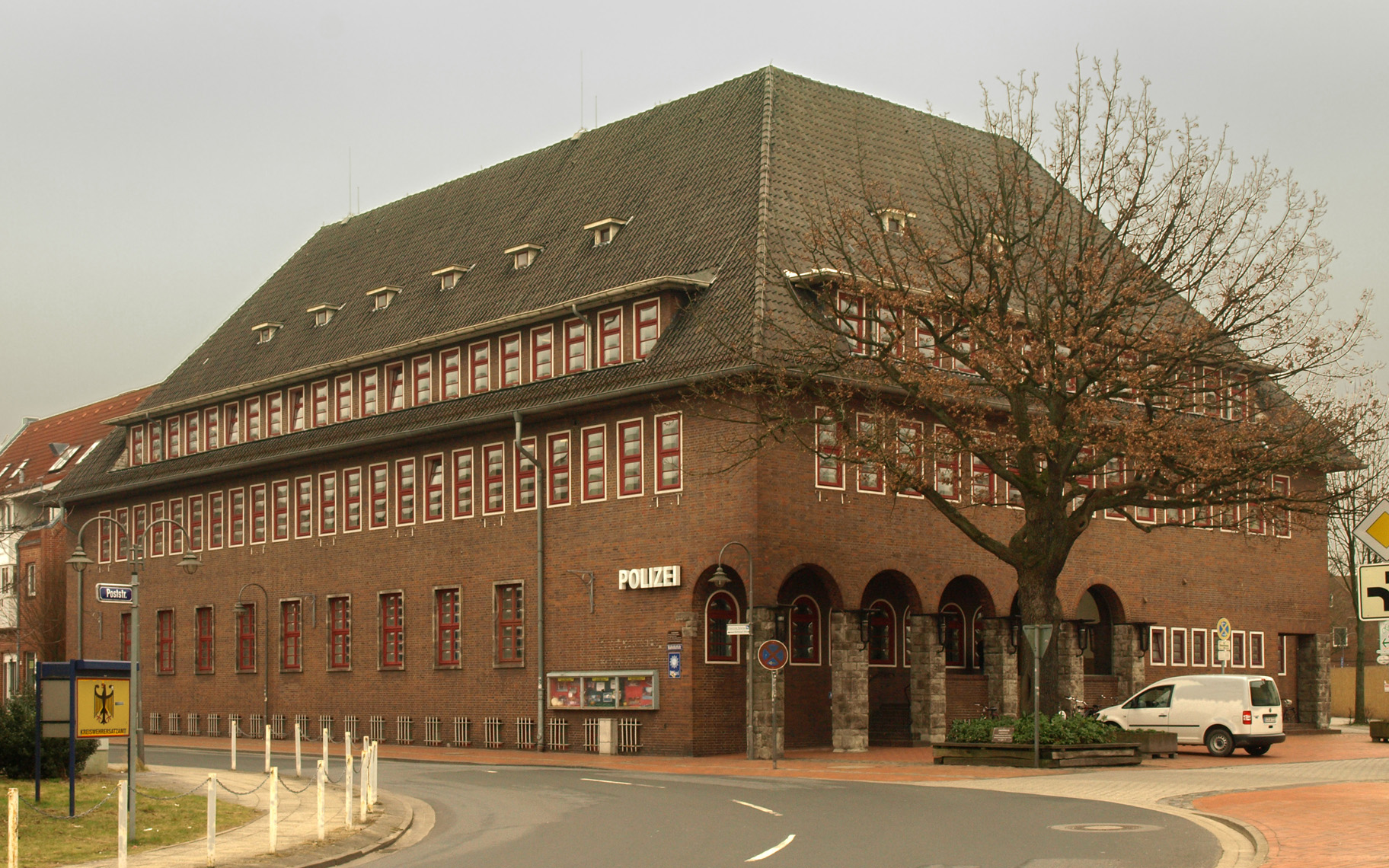
Högerhaus
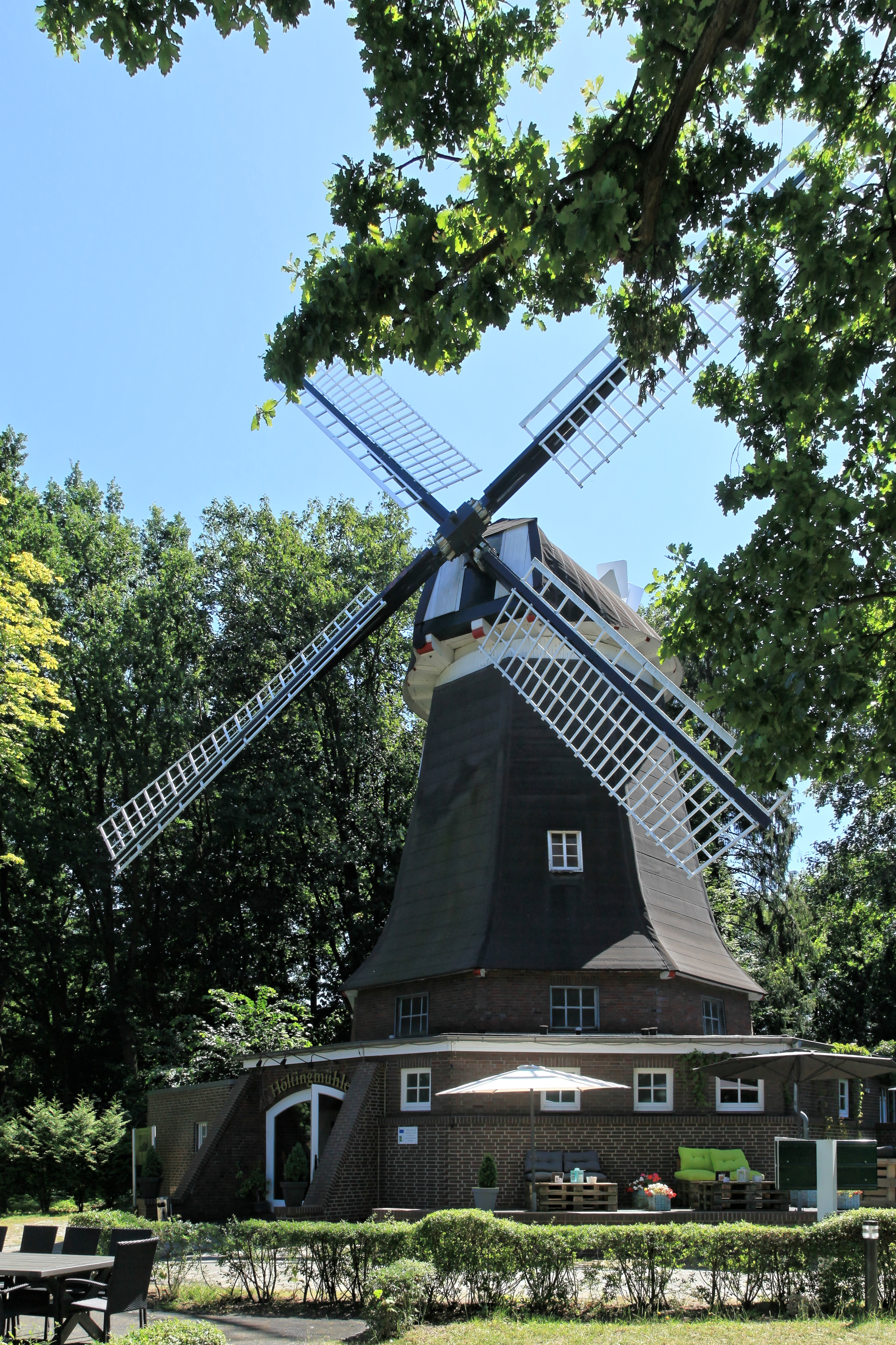
Höltingmühle an der Hasemündung
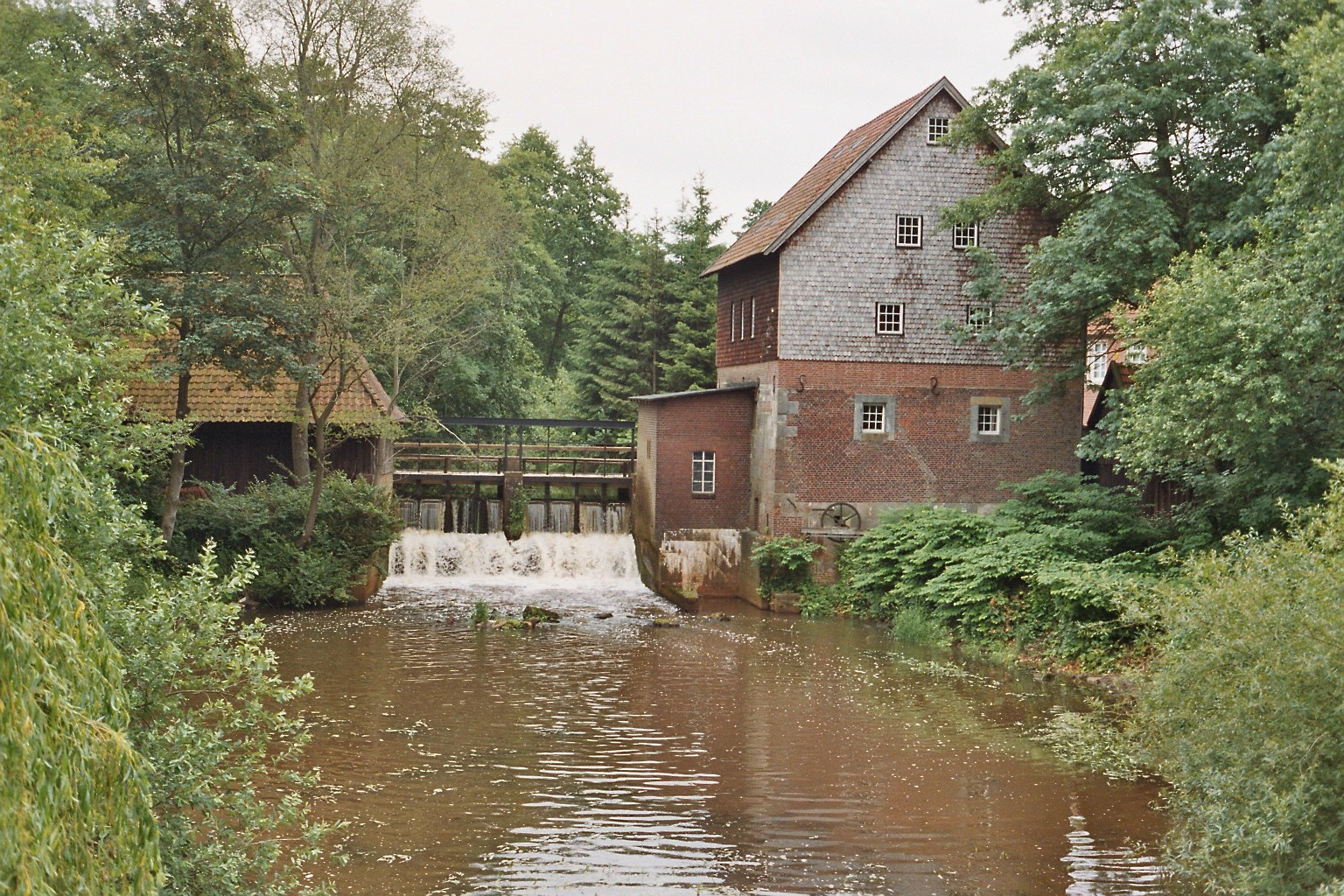
Herrenmühle an der Nordradde
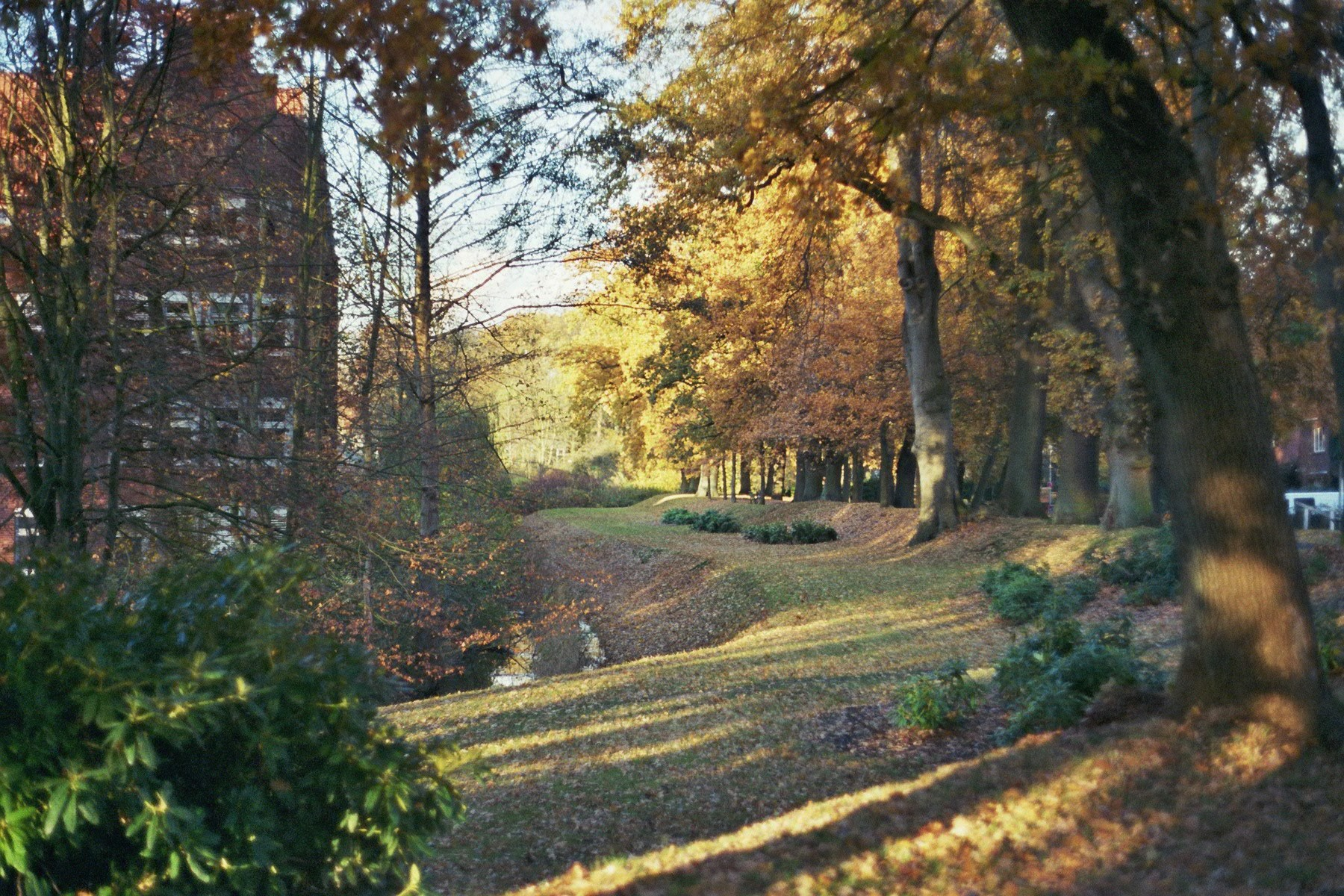
Stadtwall (ehemalige Kontreescarpe)
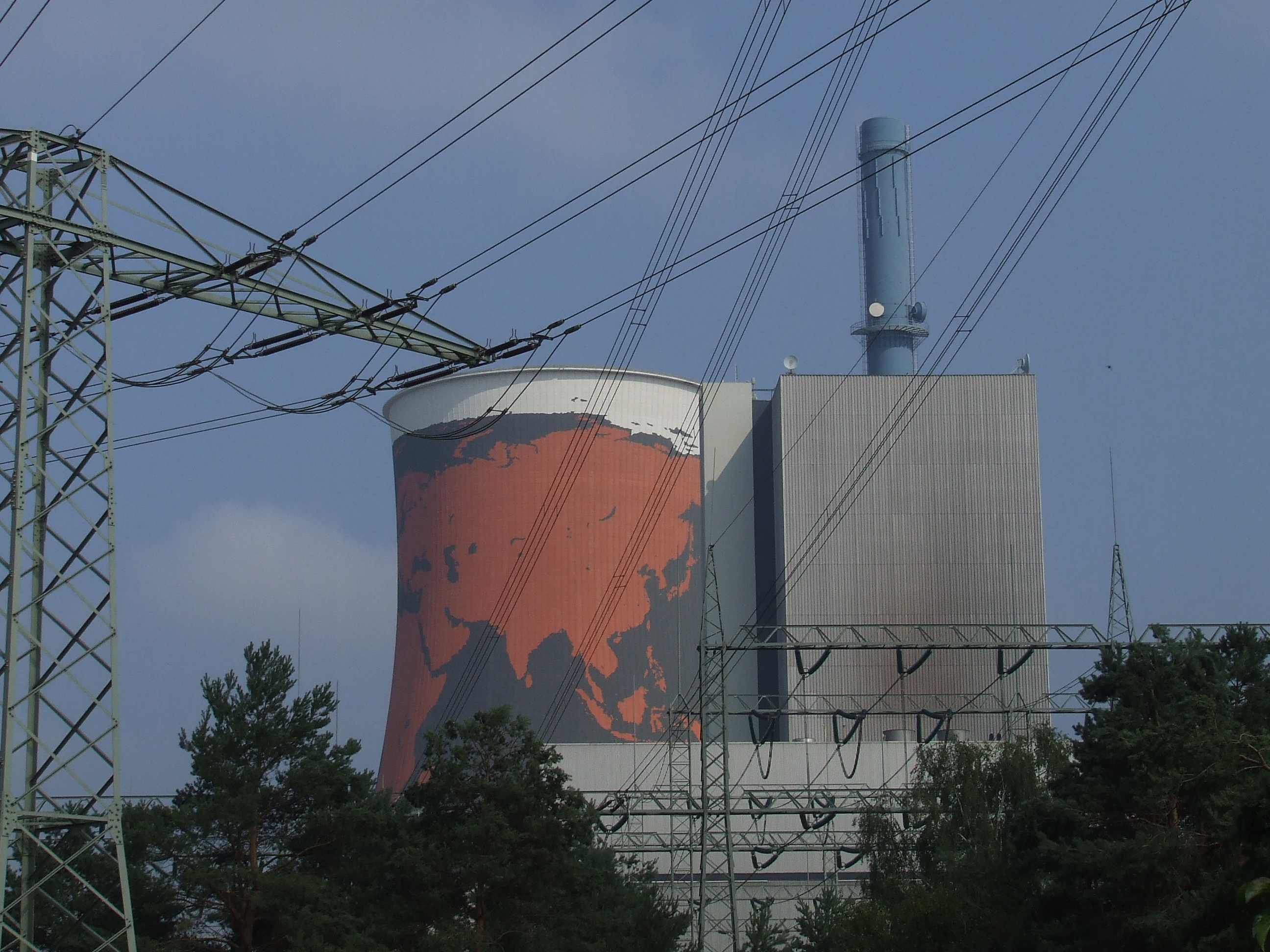
Gaskraftwerk Hüntel mit Weltkarte

### Parks
Die ehemalige Kontreeskarpe der Festung Meppen ist erhalten geblieben und bildet heute eine von alten Bäumen gesäumte, „Stadtwall“ genannte Promenade um die Altstadt. Zwischen dieser und dem Dortmund-Ems-Kanal befindet sich die Schülerwiese, ehemals eine Anlage für den Schulsport. Heute wird die Schülerwiese regelmäßig für Veranstaltungen genutzt.

### Naturdenkmäler

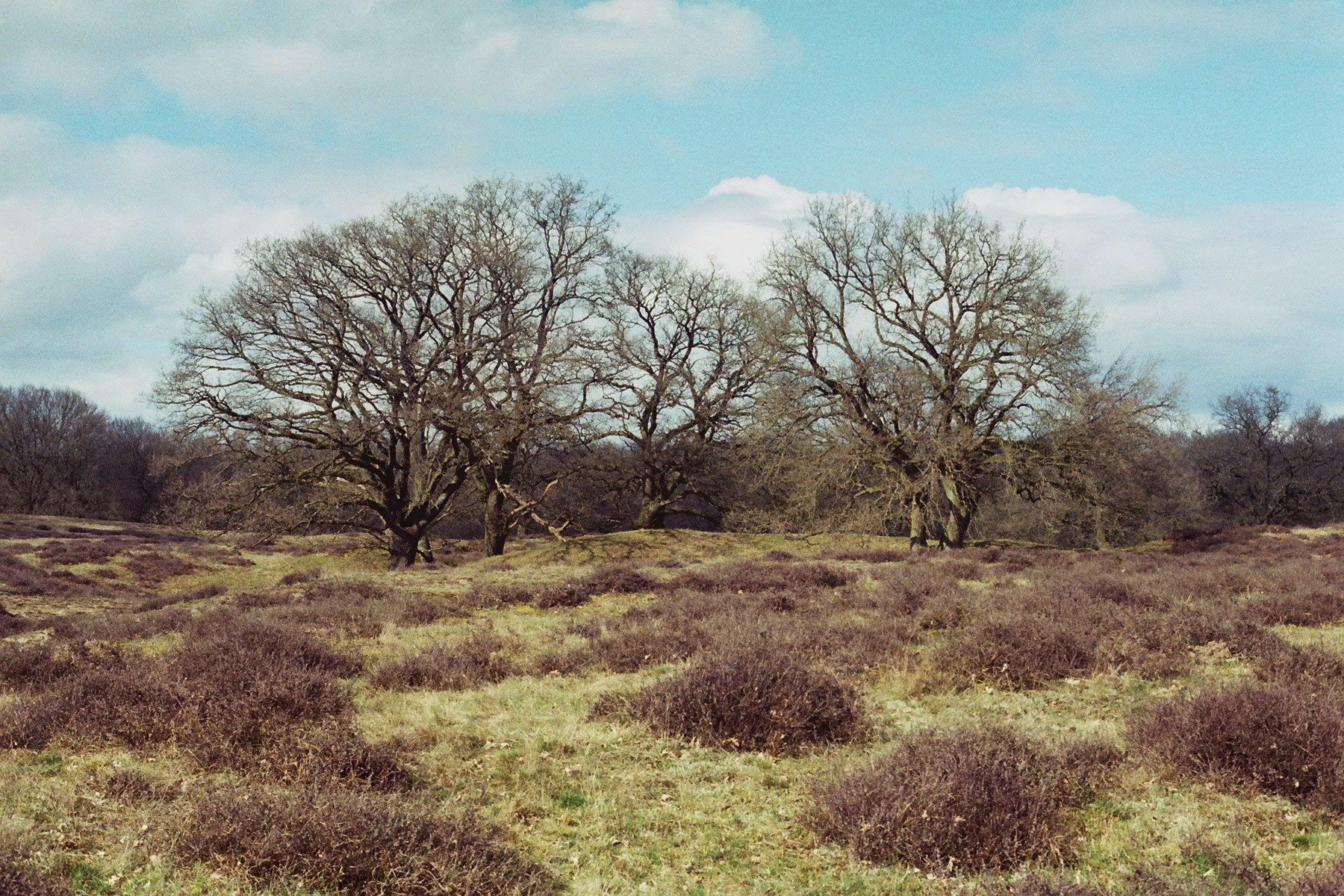
„Borkener Paradies“

Im Ortsteil Borken befindet sich das Naturschutzgebiet „Borkener Paradies“, eine historische Huteweide.

### Sport

#### Sportvereine

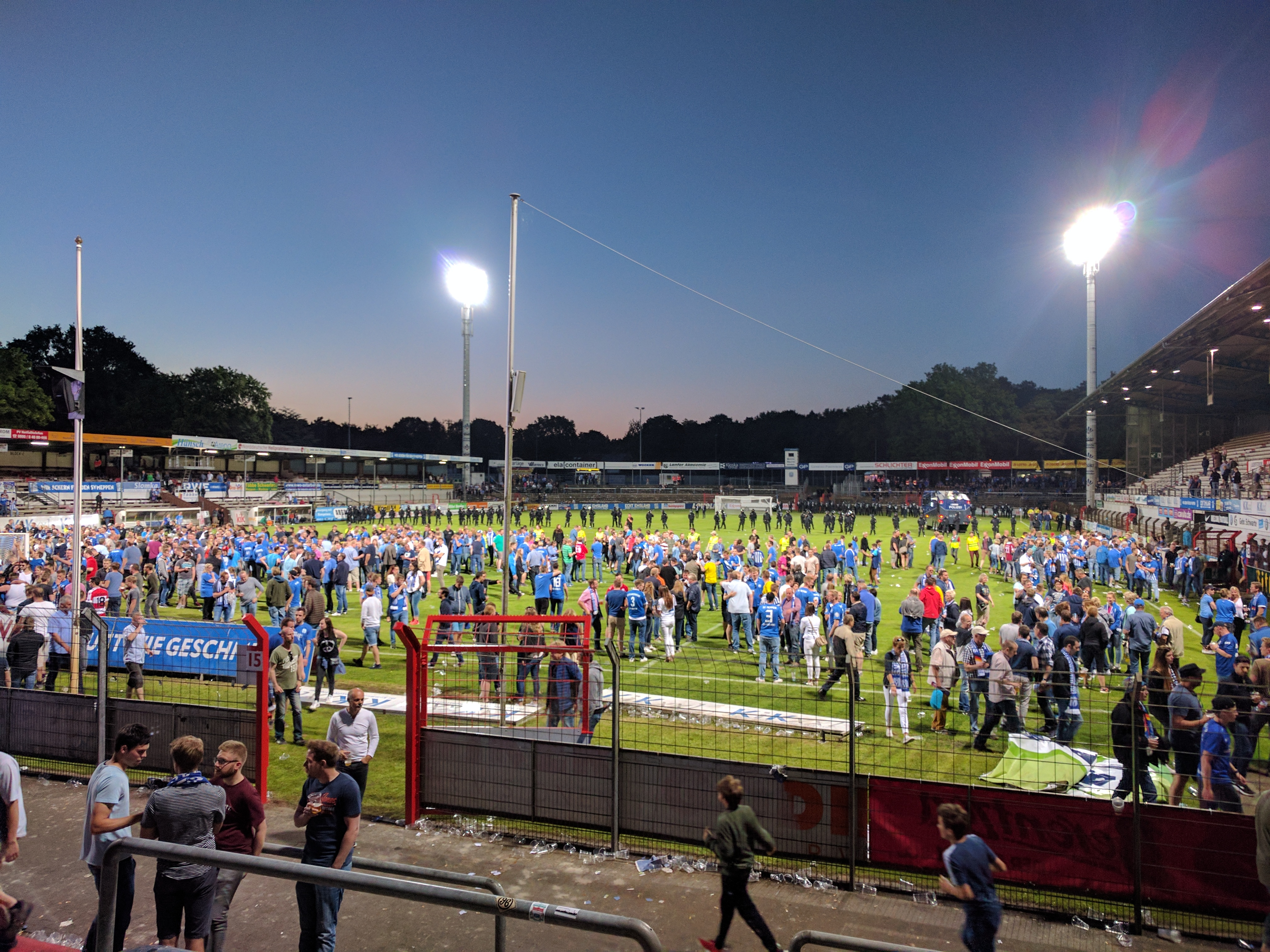
Emslandstadion im Mai 2017

- SV Meppen: Die Herrenmannschaft des SV Meppen war von der Saison 1987/88 bis 1997/98 in der 2. Fußball-Bundesliga vertreten, damals war sie eine Art Symbol für einen besonders abgelegenen, kleinen und provinziellen Standort des deutschen Profifußballs. Heute dagegen gibt es noch wesentlich kleinere Städte mit Profifußball. In der Saison 2023/24 spielt die Mannschaft in der 3. Fußball-Liga.

Die Frauenmannschaft des SV Meppen spielte seit der Saison 2020/21 in der Frauen-Bundesliga, im Sommer 2023 stieg das Team in die 2. Frauen-Bundesliga ab.
- Mitgliederstärkster Sportverein ist der SV Union Meppen, dessen Volleyballabteilung 1994 die deutsche Meisterschaft in der E-Jugend erringen konnte. Die erste Fußballmannschaft der Frauen qualifizierte sich 2014, 2015 und 2016 für den DFB-Pokal der Frauen.
- DLRG OG Meppen e. V.
- Bridge-Treff Meppen
- Turnverein Meppen
- Leichtathletik-Verein Meppen
- Schwimm-Club Meppen
- Behindertensportgemeinschaft Meppen
- Boxring Meppen
- Karateverein Meppen
- Ju-Jutsu-Kampfsportverein Meppen
- Squash-Club Meppen
- Tennis-Club Meppen
- Wassersportverein Meppen
- Kanuclub Meppen
- Schachklub Meppen

#### Sportanlagen
- Leichtathletikstadion Helter Damm
- Racepark Meppen
- Hänsch-Arena
- Waldstadion Esterfeld
- Freisportanlage Versener Straße
- Skateanlage
- Frei- und Hallenbad Meppen
- Badesee am Schlagbrückener Weg
- Bogenschießplatz
- Tennisanlage am Stadtforst
- Tennisanlage am Schullendamm
- mehrere kleinere und größere Sporthallen

#### Inklusion
2021 bewarb sich die Stadt als Host Town für die Gestaltung eines viertägigen Programms für eine internationale Delegation der Special Olympics World Summer Games 2023 in Berlin. 2022 wurde sie als Gastgeberin für Special Olympics St. Lucia ausgewählt. Damit wurde sie Teil des größten kommunalen Inklusionsprojekts in der Geschichte der Bundesrepublik mit mehr als 200 Host Towns.

### Regelmäßige kulturelle Veranstaltungen

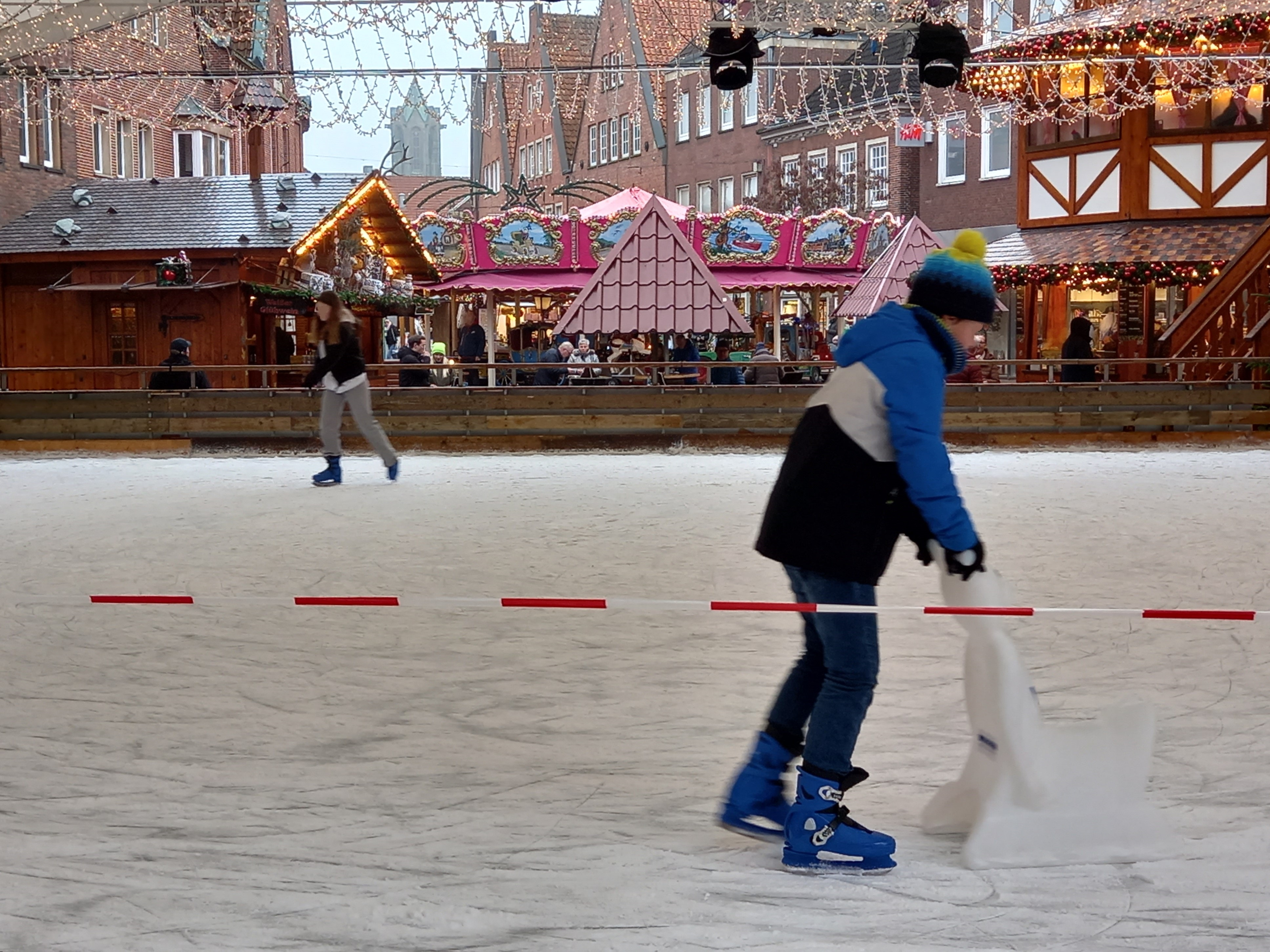
Weihnachtsmarkt mit überdachter Eislaufbahn

- Die Kreuztracht, eine Karfreitagsprozession, seit dem Jahr 1647[26]
- Mittelaltermarkt, Anfang Mai
- Rock unter Linden, Festival als Abschlussfestival der Meppener Gymnasien
- Sommerkirmes
- Meppener Jazz- und Bluesnacht, am ersten Freitag im August
- Stadtfest, am ersten Septemberwochenende
- Herbstkirmes im Oktober
- Weihnachtsmarkt
- Freilichtbühne Meppen
- Meppener Musicalnacht
- Kleinstadtfest (Jugendkulturfestival)

## Wirtschaft und Infrastruktur

### Wirtschaft
Als städtischer Mittelpunkt war Meppen Verwaltungs- und Handelsstadt mit Ausstrahlung auf die Umgebung. Zu den Behörden traten im 19. Jahrhundert auch eine seinerzeit wichtige Eisenhütte, die bis heute besteht, um zunächst das Raseneisenerz in der Umgebung verarbeiten zu können. Hinzu kam der Schießplatz der Firma Krupp sowie Eisenbahn- und Wasserbaubehörden.

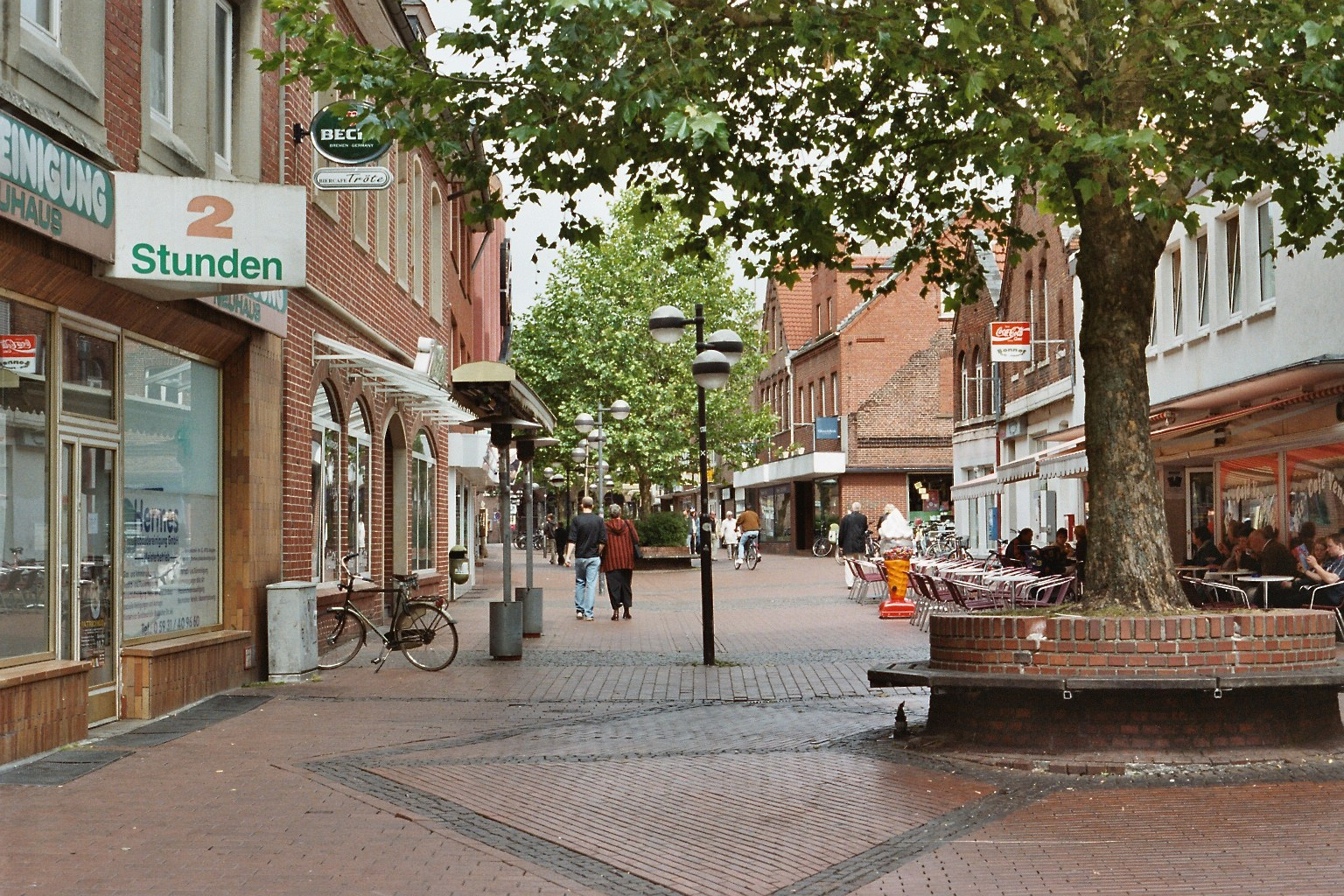
Fußgängerzone Bahnhofstraße – Zustand vor Erneuerung und Errichtung der Einkaufspassage MEP

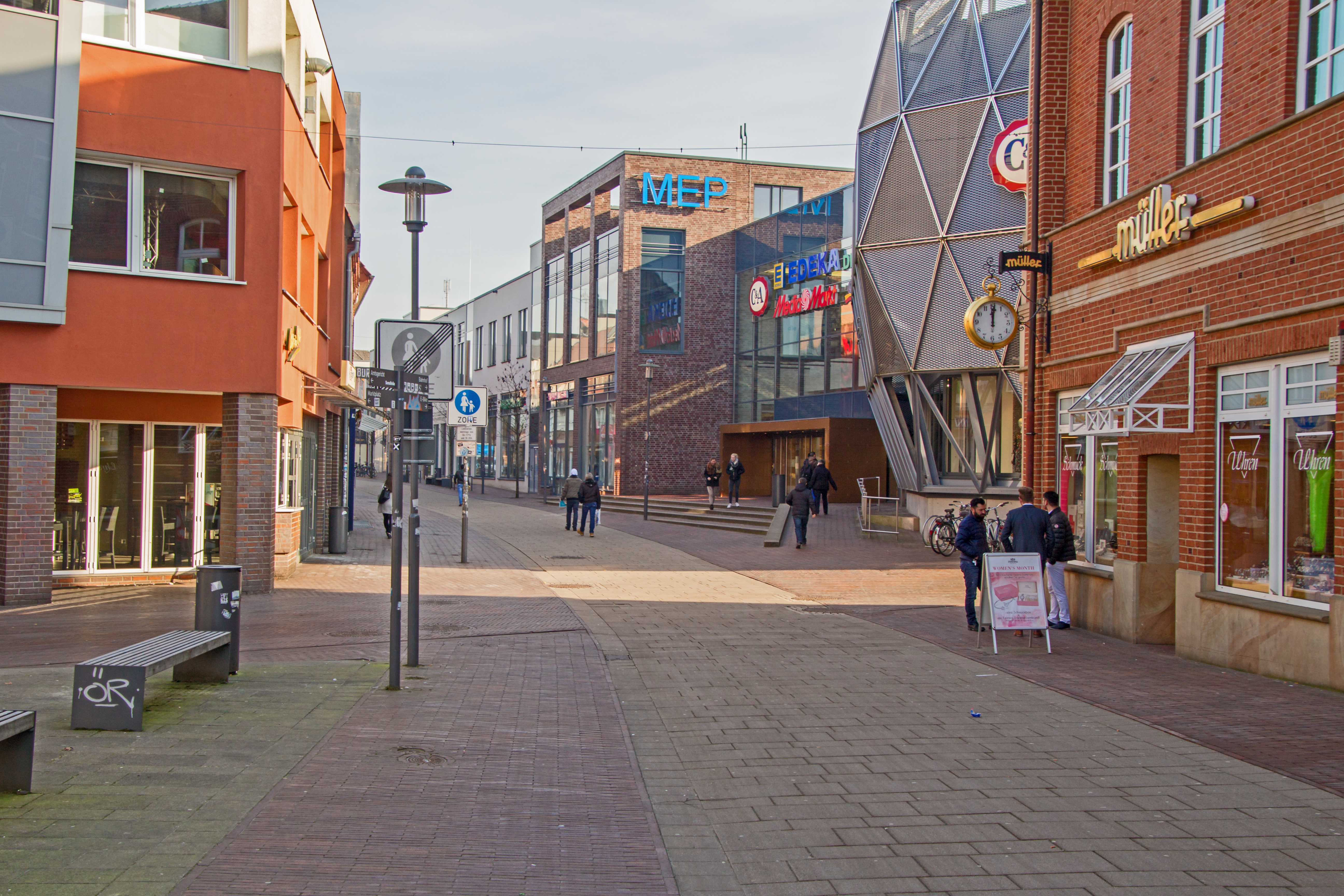
Fußgängerzone Bahnhofstraße – Zustand nach Errichtung der Einkaufspassage MEP, 2018

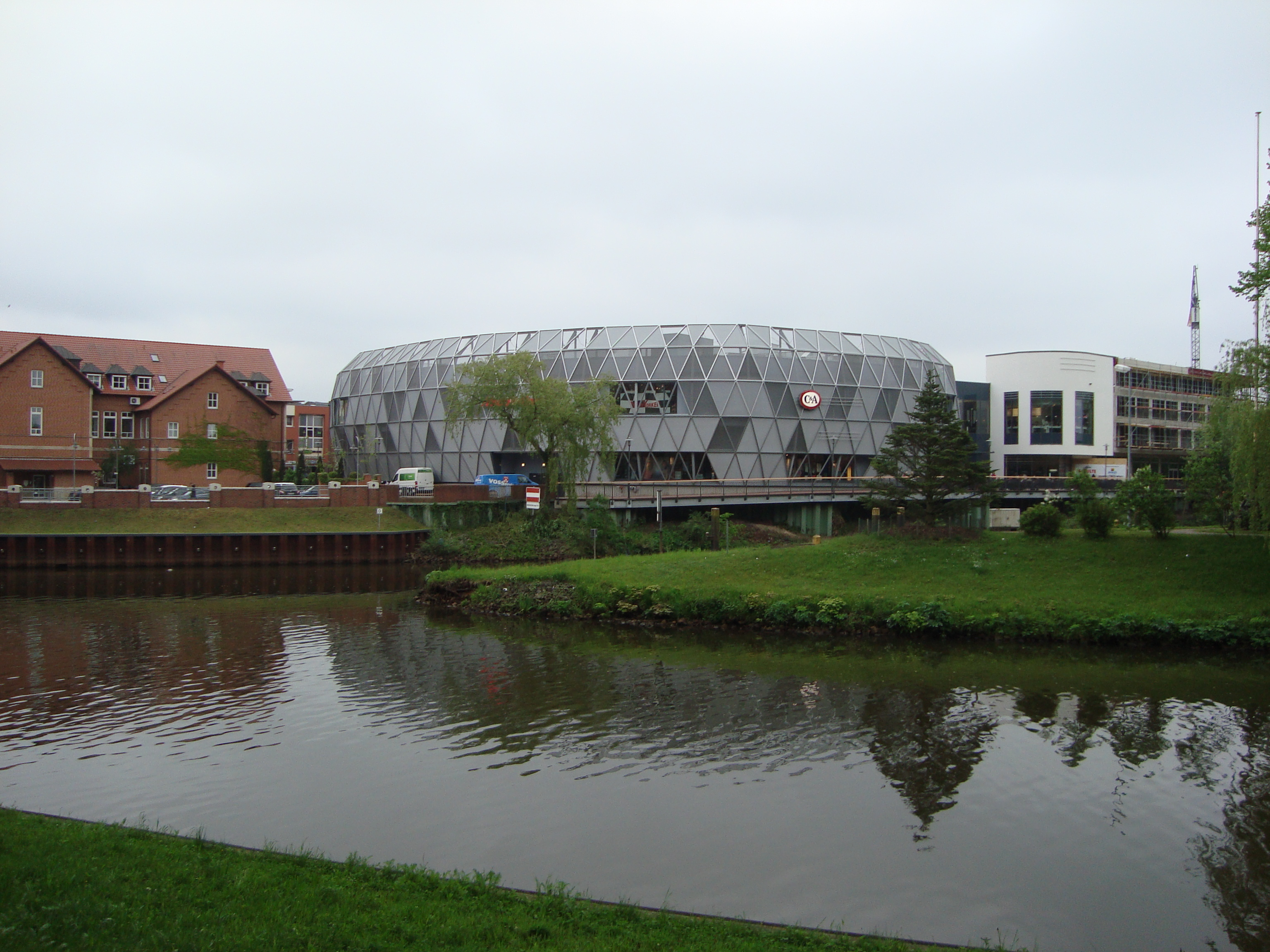
Diamant des Einkaufszentrums MEP, vom Dortmund-Ems-Kanal aus fotografiert, 2013

Am größten ist heute der Dienstleistungssektor. Hier sind Einzelhandel, Verwaltung und Gesundheitswesen, zunehmend auch Informationstechnologie und Tourismus von Bedeutung. Das ortsansässige Logistikunternehmen Lanfer Logistik ist deutschlandweit aktiv und zählt zu den größten Tanklogistik-Dienstleistern Deutschlands. Im produzierenden Gewerbe sind zu nennen Betriebe des Elektro- und Maschinenbaus (z. B. Hedelius Maschinenfabrik), der Holz-, Erdöl- und chemischen Industrie sowie der Kunststoffverarbeitung und das Handwerk. In der Peripherie liegen landwirtschaftliche Betriebe.

### Beschäftigte
Die Anzahl der sozialversicherungspflichtig Beschäftigten in Meppen ist von 1980 bis 2012 um 77,5 Prozent von 9085 auf 16.124 gestiegen. Der Tabelle ist zu entnehmen, dass diese Entwicklung im Wesentlichen gleichgerichtet verlaufen ist mit derjenigen im Landkreis Emsland (Anstieg um 73,9 Prozent). In Niedersachsen ist die Beschäftigtenzahl in dieser Zeit lediglich um 19,2 Prozent gestiegen:
| Sozialversicherungspflichtig Beschäftigte | 1980  | 1985  | 1990   | 1995   | 2000   | 2005   | 2010   | 2012   |
| ----------------------------------------- | ----- | ----- | ------ | ------ | ------ | ------ | ------ | ------ |
| Anzahl                                    | 9085  | 9228  | 10.717 | 12.302 | 13.416 | 13.362 | 15.159 | 16.124 |
| Index Stadt Meppen                        | 100,0 | 101,6 | 118,0  | 135,4  | 147,7  | 147,1  | 166,9  | 177,5  |
| Index Landkreis Emsland                   | 100,0 | 99,4  | 114,3  | 130,0  | 138,1  | 137,2  | 161,6  | 173,9  |
| Index Land Niedersachsen                  | 100,0 | 94,8  | 104,8  | 109,9  | 111,7  | 105,7  | 112,6  | 119,2  |

In der Beschäftigungsstruktur nach Wirtschaftsbereichen dominiert der Dienstleistungssektor. Hier sind über die Hälfte der Beschäftigten tätig. Die Tabelle mit den prozentualen Anteilen der sozialversicherungspflichtig Beschäftigten zeigt zum Vergleich auch die entsprechenden Werte für den Landkreis Emsland und für das Bundesland Niedersachsen (Stand: 30. Juni 2012):
| Wirtschaftsbereich                                 | Stadt Meppen | Landkreis Emsland | Land Niedersachsen |
| -------------------------------------------------- | ------------ | ----------------- | ------------------ |
| Land-, Forst und Fischereiwirtschaft               | 1,1          | 1,5               | 1,3                |
| produzierendes Gewerbe                             | 23,9         | 43,2              | 31,0               |
| Handel, Verkehr und Lagerei, Gastgewerbe           | 23,8         | 20,8              | 23,1               |
| sonstige Dienstleistungen                          | 51,2         | 34,4              | 44,6               |
| davon: Erbringung von Unternehmensdienstleistungen | 13,7         | 12,5              | 17,5               |
| davon: öffentliche und private Dienstleistungen    | 37,4         | 21,9              | 27,1               |

Daten zur Arbeitslosigkeit werden für die Stadt Meppen selbst nicht erhoben. Der Bereich der Geschäftsstelle Meppen der Agentur für Arbeit Nordhorn umfasst mit Meppen und den umliegenden Gemeinden Twist, Haren (Ems), Dohren, Haselünne, Herzlake, Geeste, Lähden im Wesentlichen das Gebiet des Altkreises Meppen. Hier lag die Arbeitslosenquote im Juni 2013 bei 2,6 Prozent. Sie lag damit um 4 Prozentpunkte unter dem Bundesdurchschnitt.

### Verkehr

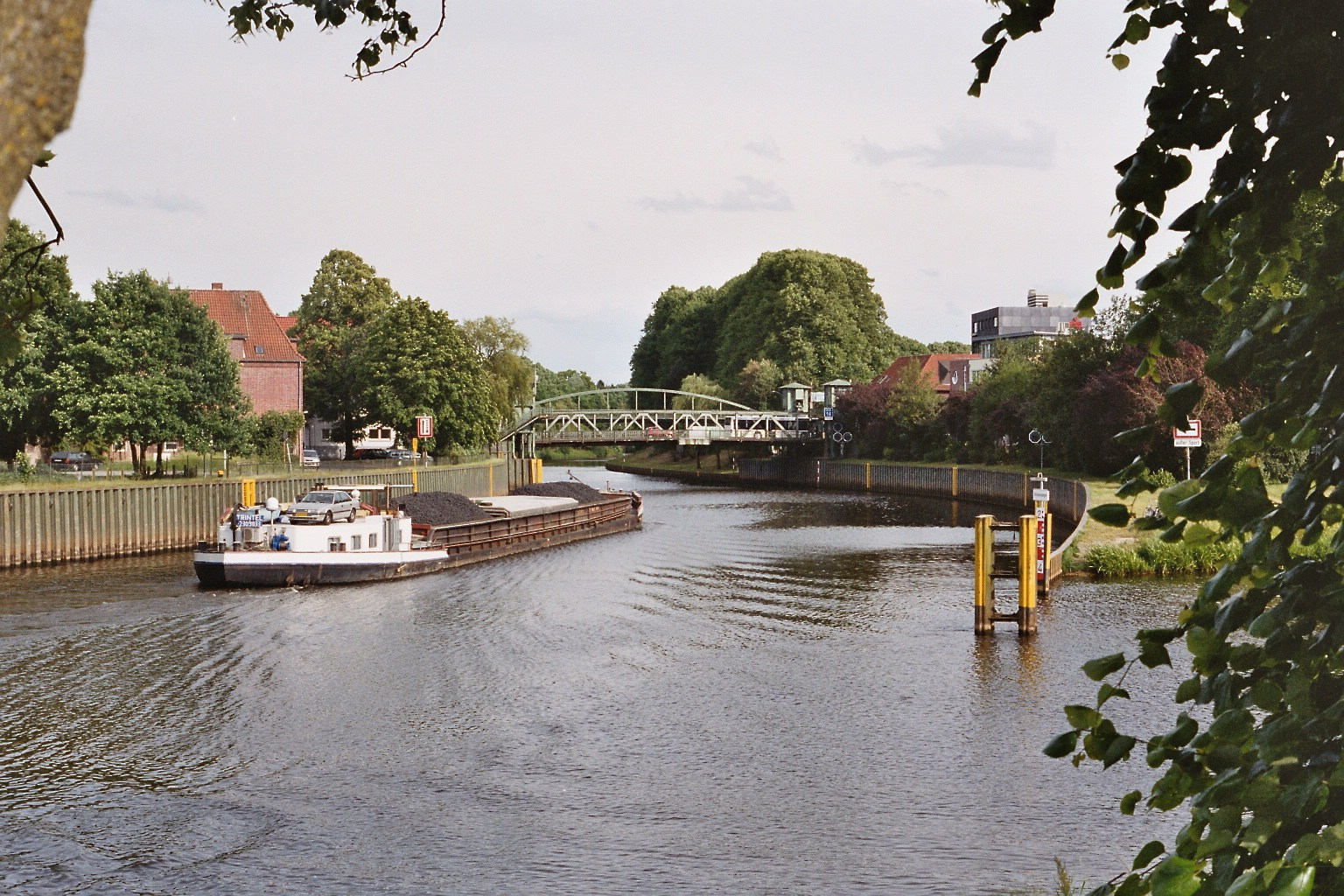
Ems in Meppen, mit alter Hubbrücke vor 2007

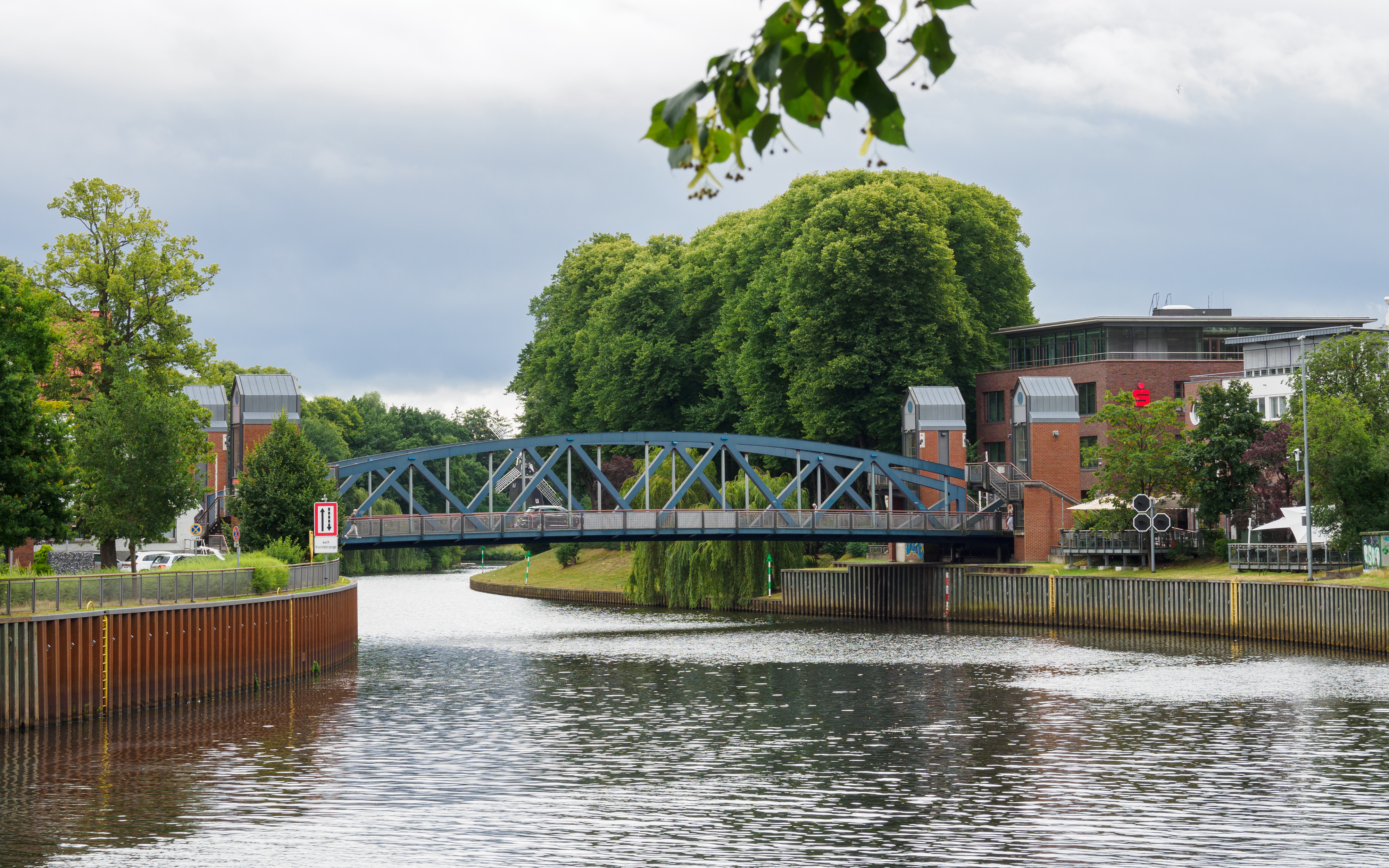
Hasehubbrücke 2022

#### Straße
Meppen kann über die Bundesautobahn A 31, Anschlussstellen Meppen und Twist, sowie die Bundesstraßen B 70 und B 402, einem Teilstück der Europastraße E 233, erreicht werden.

#### Schienenverkehr
Der Bahnhof Meppen liegt an der 1855 eröffneten Eisenbahnlinie Münster–Emden (Emslandstrecke). In Meppen halten die zweistündlich verkehrenden Intercitys der Linie 35 Köln–Norddeich Mole. Außerdem verkehrt stündlich der Emsland-Express RE 15 von Münster nach Emden, welcher seit Dezember 2015 von der Westfalenbahn betrieben wird.
| Linie | Verlauf | Takt    |
| ----- | --- | ------- |
| RE 15 | Emsland-Express: (Emden Außenhafen –) (nur bei Schiffsverkehr) Emden Hbf – Leer (Ostfriesl) – Papenburg (Ems) – Aschendorf – Dörpen – Lathen – Haren (Ems) – Meppen – Geeste – Lingen (Ems) – Leschede – Salzbergen – Rheine – (Rheine-Mesum –)* Emsdetten – (Reckenfeld –)* Greven (← (Münster Zentrum Nord –)* Münster (Westf) Hbf * nur einzelne Züge Stand: Fahrplanwechsel Dezember 2023 | 60 min  |
| IC 35 | Norddeich Mole – Emden – Meppen – Lingen (Ems) – Münster (Westf) – Recklinghausen – Oberhausen – Duisburg – Düsseldorf – Köln | 120 min |

Neben der von der DB Fernverkehr bzw. Westfalenbahn befahrenen Verbindung gibt es die Strecke der 1894 eröffneten Meppen-Haselünner Eisenbahn (MHE) von Meppen über Haselünne und Herzlake nach Essen (Oldenburg). Heute verkehren hier lediglich Güterzüge und eine Museumsbahn. Der Fahrbetrieb der letzteren wird dabei vom Verein „Eisenbahnfreunde Hasetal e. V.“ organisiert. In den 1920er Jahren gab es Planungen eines grenzüberschreitenden Eisenbahnverkehrs und einen Anschluss an die Bahnstrecke Stadskanaal–Ter Apel Rijksgrens herzustellen. Jedoch verhinderte die Inflation die Verwirklichung des Vorhabens.
Bis Sommer 2015 wurde der Bahnhof modernisiert und barrierefrei umgestaltet.

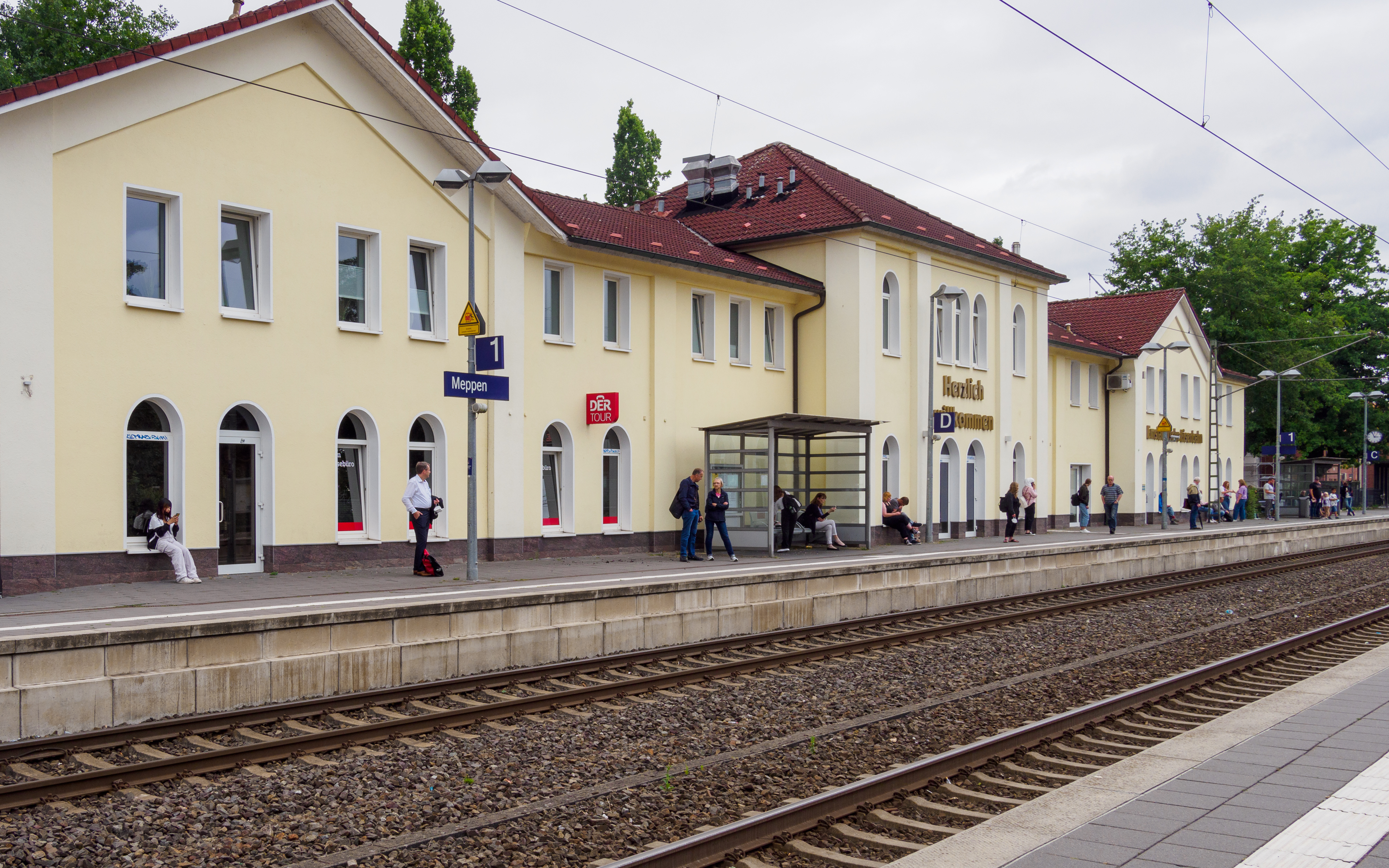
Emsländische Eisenbahn
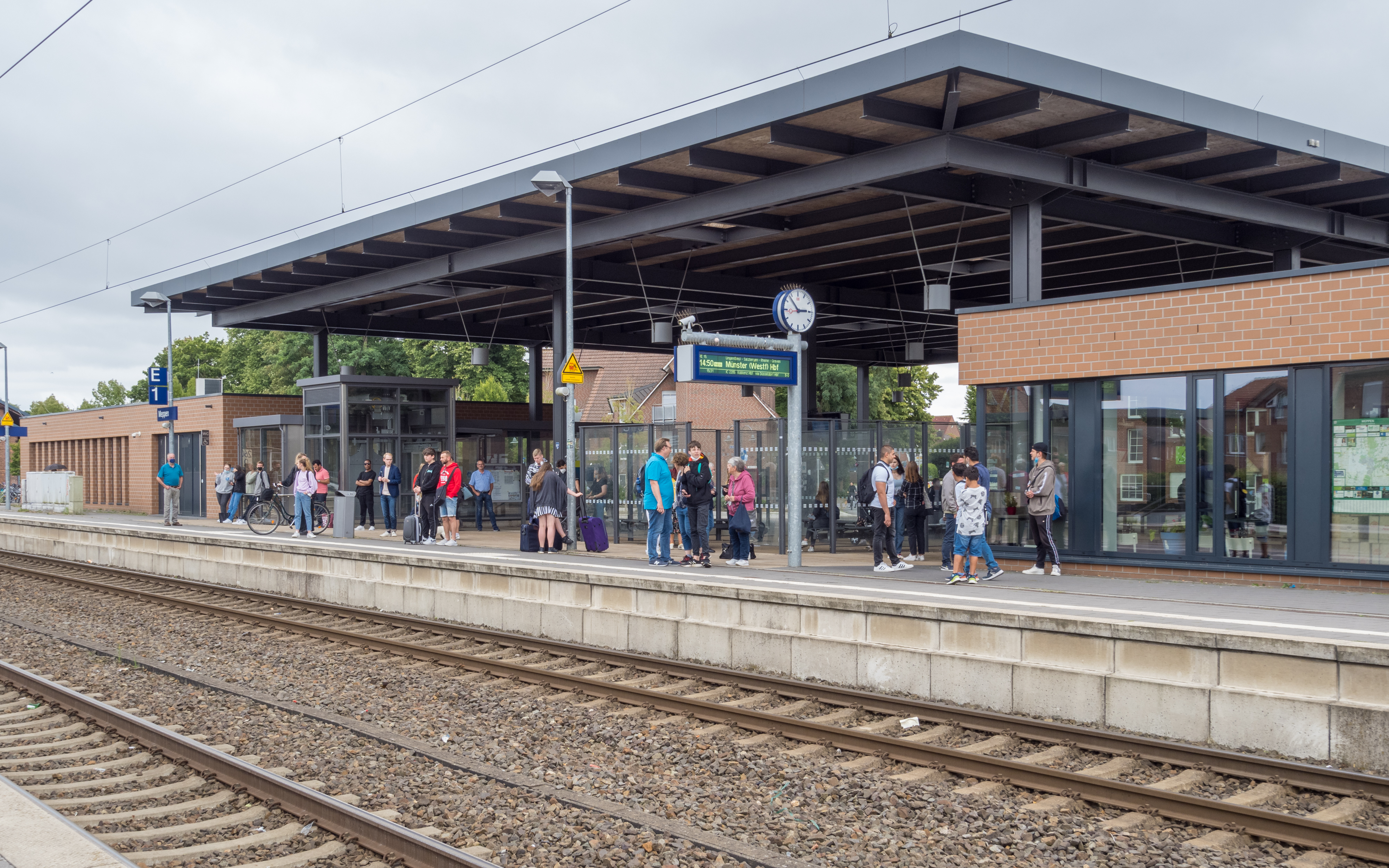
Bahnhof Meppen
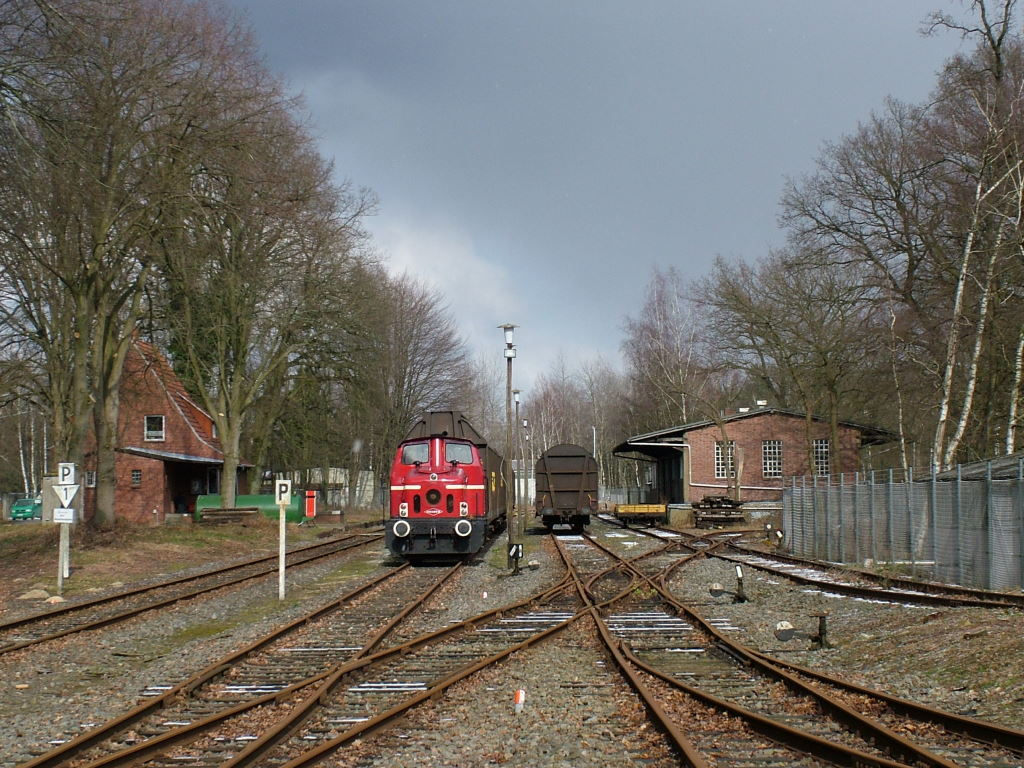
Bahnhof Vormeppen
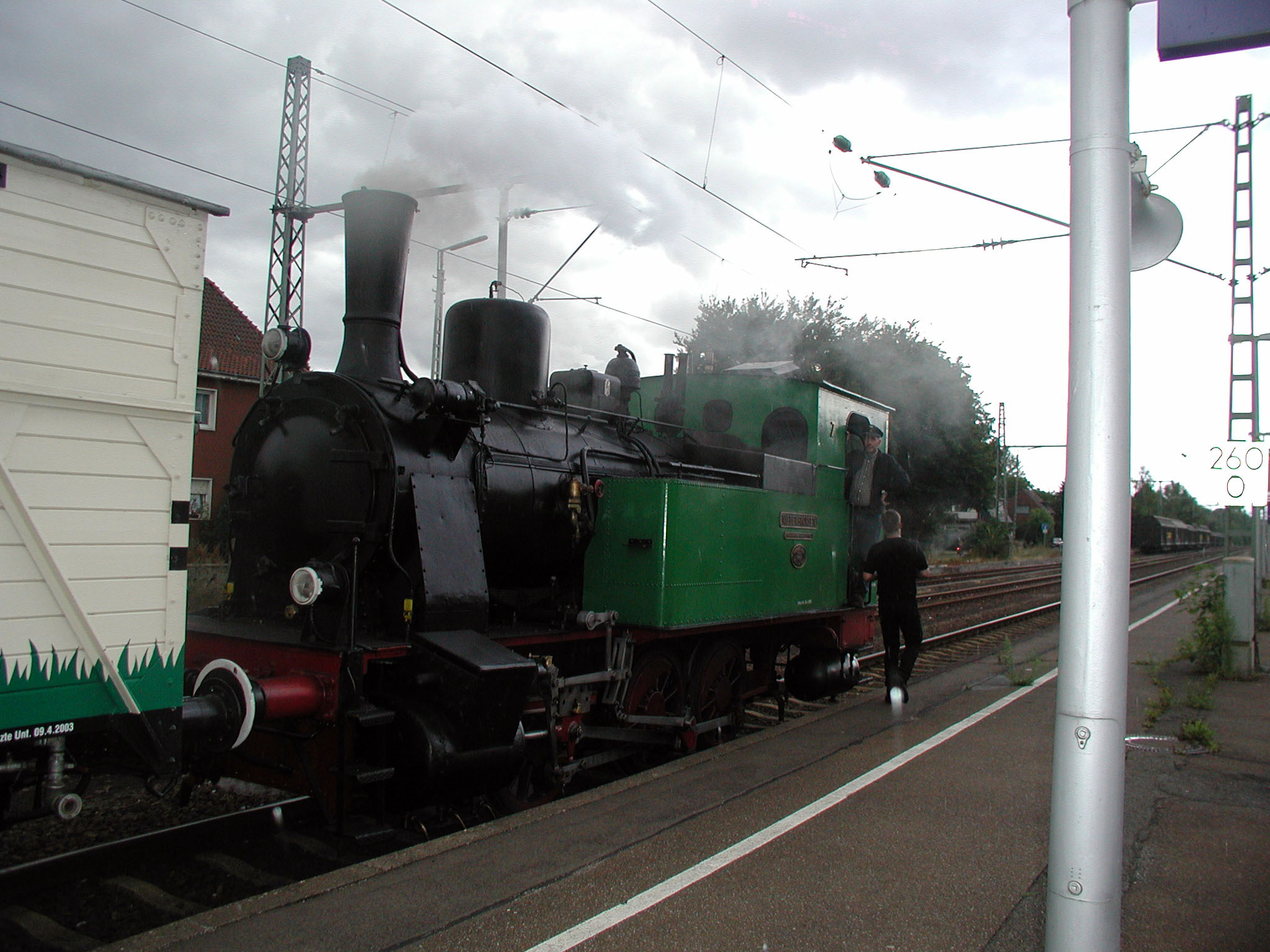
Lokomotive des Vereins „Eisenbahnfreunde Hasetal e. V.“
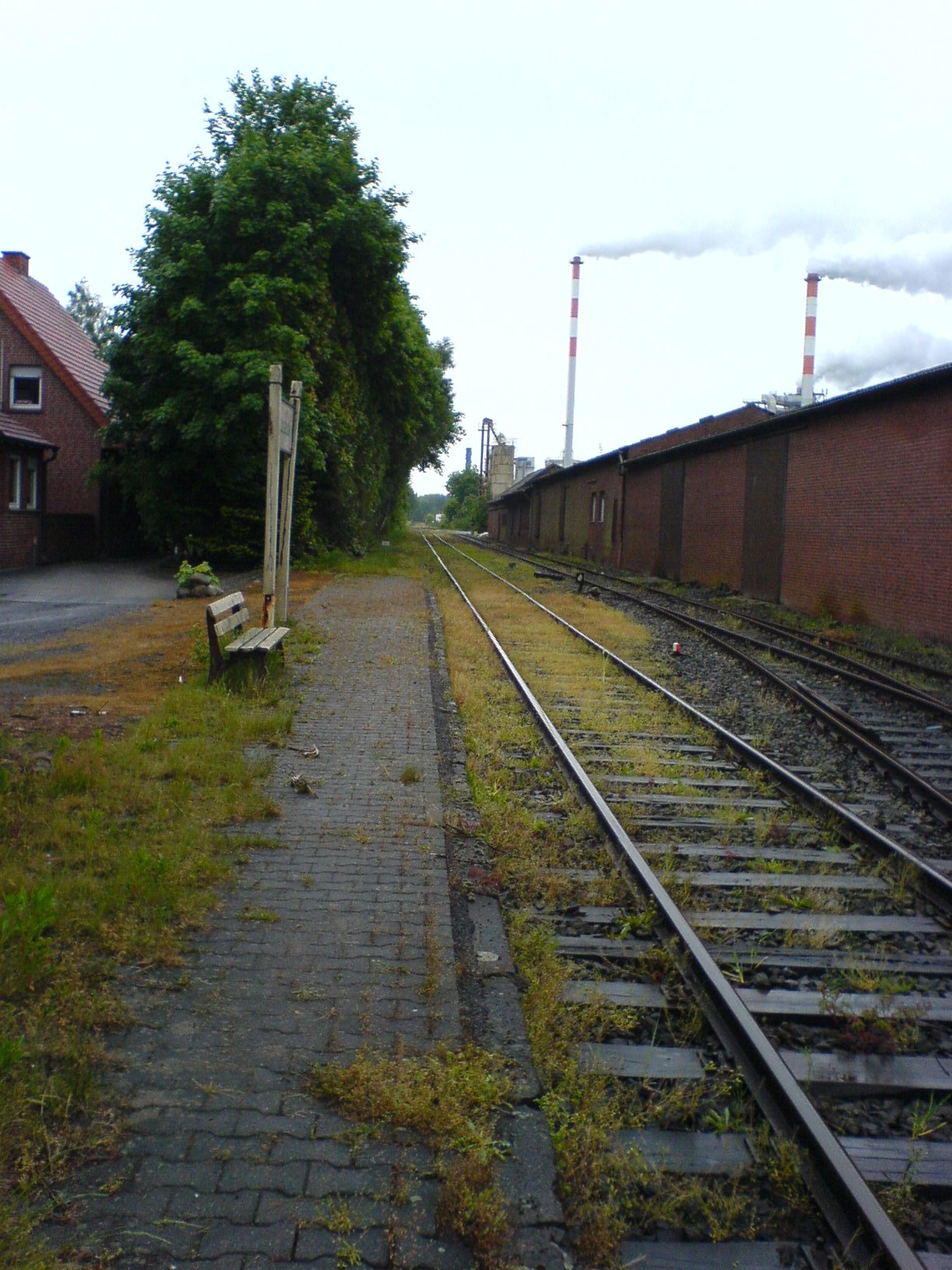
Bahnhof Bokeloh der MHE

#### Busse
Im Stadtverkehr werden von Montag bis Samstag Verbindungen meist im Stundentakt, teilweise auch in kürzeren Intervallen angeboten. Darüber hinaus gibt es regelmäßige Regionalbusverbindungen, unter anderem nach Nordhorn, Sögel, Haselünne, Herzlake und Twist. Zudem gab es grenzüberschreitend eine Linie in die niederländische Großstadt Emmen, welche zum Jahresende 2022 aufgehoben wurde. Am Bahnhof Emmen bestand Anschluss an das Eisenbahnnetz der Nederlandse Spoorwegen. Der örtliche Verkehrsverbund für den Busverkehr heißt Busverkehr Emsland-Mitte/Nord. Zentrale Haltestellen sind der Busbahnhof, der Bahnhof und der Windthorstplatz.

#### Fahrrad
In Meppen wird, wie auch sonst im Emsland und den zu den Niederlanden benachbarten Gebieten, viel Fahrrad gefahren. Genauere Daten liegen nicht vor. Im Gegensatz zu Lingen, Leer oder der Grafschaft Bentheim gibt es in Meppen bisher keine konzeptionellen Ansätze zur Förderung des Radverkehrs.
Durch das Stadtgebiet führen mehrere Radfernwege:
Die Dortmund-Ems-Kanal-Route ist ein rund 350 Kilometer langer und nahezu steigungsfreier Radfernweg, der das Ruhrgebiet mit der Nordseeküste verbindet.
Der Emsradweg beginnt an der Ems-Quelle in der Ortschaft Schloß Holte-Stukenbrock am Rande des Teutoburger Waldes und folgt dem Fluss über eine Strecke von 375 Kilometern.
Die Emsland-Route, ein 300 Kilometer langer Rundkurs zwischen Rheine und Papenburg, kreuzt oder nutzt mehrfach die gleiche Streckenführung wie die Dortmund-Ems-Kanal-Route.
Die Hase-Ems-Tour führt entlang der Hase rund 265 Kilometer durch Niedersachsen und Nordrhein-Westfalen über die Mündung der Hase in die Ems bei Meppen bis nach Rheine. Entlang dem Abschnitt zwischen Bersenbrück und Meppen ist in jeder Stadt bzw. Gemeinde ein Kunstwerk aufgestellt. In Meppen steht die Sandsteinskulptur Begegnung von Jutta Klose. Die Kunstwerke werden durch die rund 100 Kilometer lange Hasetaler Kunstroute miteinander verbunden, die mit dem Fahrrad abgefahren werden kann.

#### Schiffsverkehr

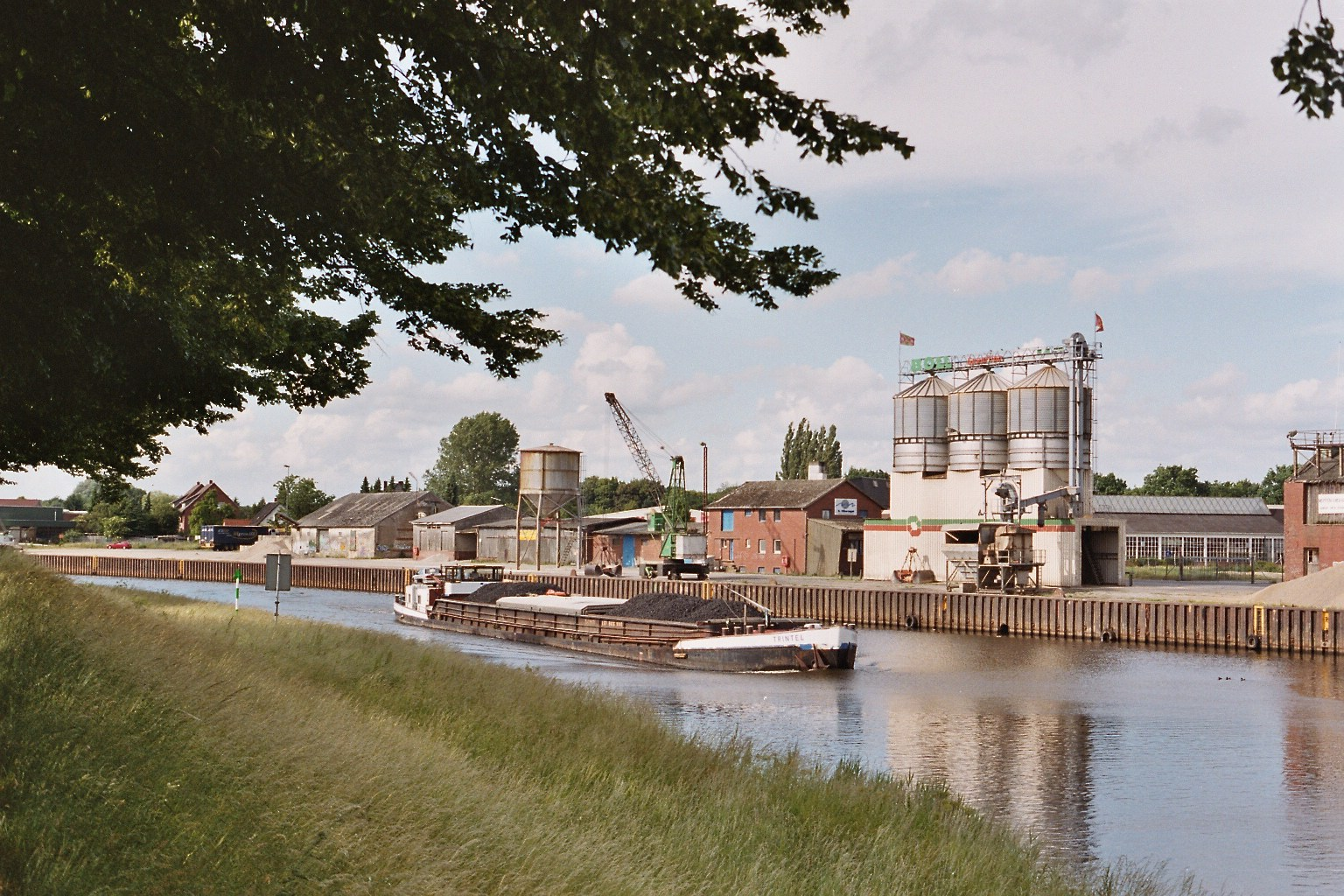
Alter Hafen Meppen – Zustand vor Stilllegung und Abriss

Die Ems ist ab Meppen flussabwärts schiffbar und Teil des Dortmund-Ems-Kanals, flussaufwärts wird sie heute nur noch im Freizeitverkehr befahren. Bereits seit 1829 umfährt der Güterverkehr die zahlreichen Mäander der Ems zwischen Lingen und Meppen auf dem Ems-Hase-Kanal, der seit 1899 überwiegend in den Dortmund-Ems-Kanal einbezogen ist.
Etwa einen halben Kilometer nördlich der Stadtgrenze, auf dem Gebiet der Stadt Haren (Ems) wurde 2007 der interkommunale Eurohafen Emsland eröffnet. Diesen rechtsemsischen Stichhafen werden nach dem Ausbau des Dortmund-Ems-Kanals zur Binnenwasserstraße der Klasse V auch Großmotorgüterschiffe anfahren können. Bis 2008 befand sich ein Emshafen in Innenstadtnähe etwa 300 Meter nördlich der Hasemündung. Dieser kleine Parallelhafen am östlichen Flussufer war für Europaschiffe ausgelegt und diente überwiegend dem Schüttgutumschlag.

### Medien

#### Printmedien
- Meppener Tagespost, gehört zum Verlag der Neuen Osnabrücker Zeitung (Kopfblatt), erscheint werktags[42]
- Emsland-Kurier, sonntäglich erscheinende Gratiszeitung, gehört ebenfalls zum Verlag der Neuen Osnabrücker Zeitung[43]
- Der Meppener, Stadtmagazin, erscheint monatlich[44]

#### Onlinemedien
- Was los in Meppen?[45]

#### Hörfunk und Fernsehen
- Ems-Vechte-Welle, ein werbefreies Bürgerradio für das Emsland und die Grafschaft Bentheim
- Krankenhausradio und TV „Studio Ludmilla“ im Krankenhaus Ludmillenstift
- Kirchenfunk der St.-Vitus-Kirche
- Ems-TV, ehemals Emsland-eins, regionaler Internet-Fernsehsender für das Emsland[46]

### Gesundheit

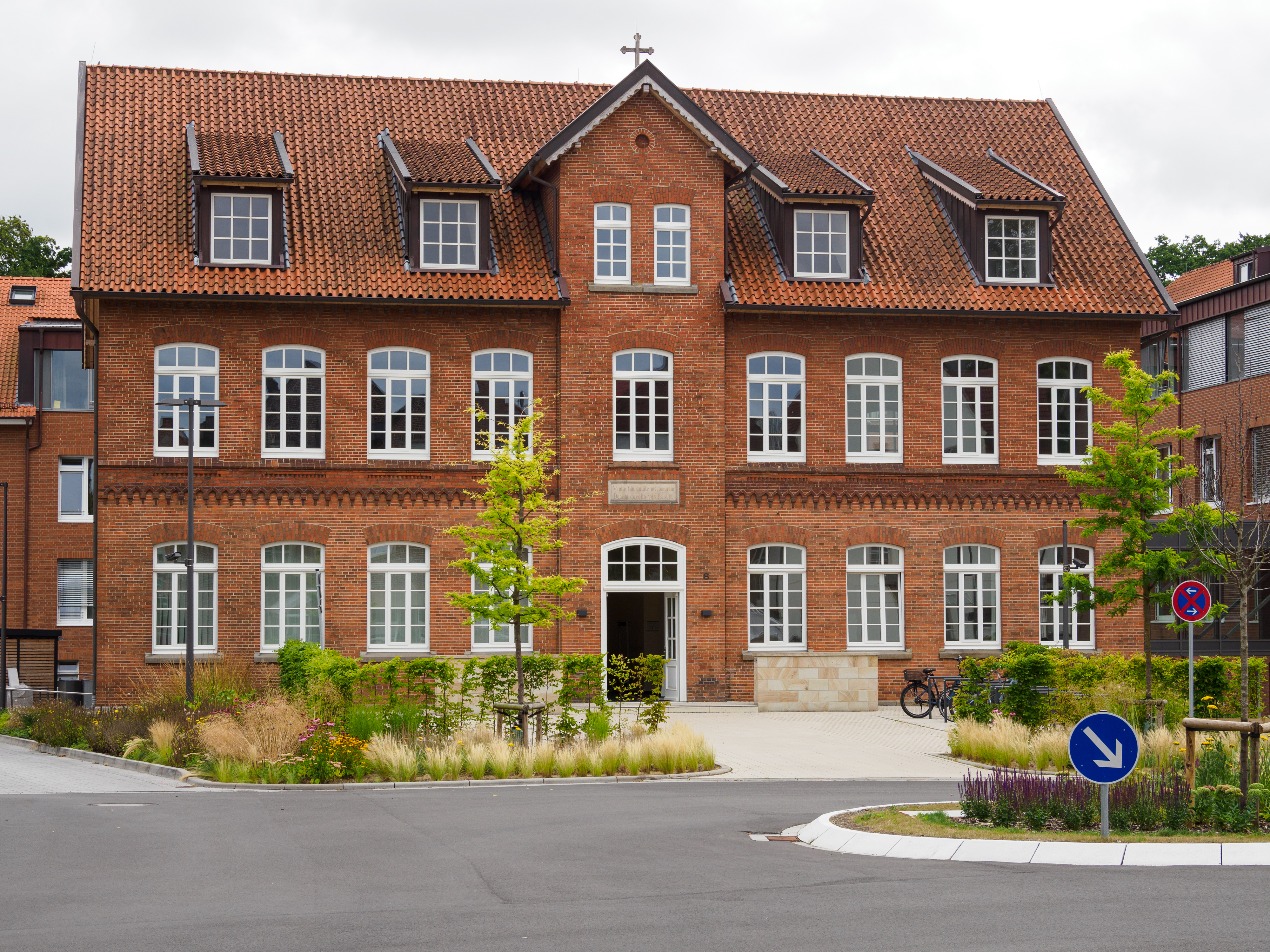
Altbau Ludmillenstift

Das Krankenhaus Ludmillenstift Meppen übernimmt als Krankenhaus der Schwerpunktversorgung die Leistungen der stationären medizinischen Bevölkerungsversorgung. Es bietet mit seinen 420 Planbetten jährlich etwa 17.000 stationären sowie etwa 65.000 ambulanten Patienten medizinische Hilfe in 17 Fach- und Belegabteilungen. In Meppen sind zwei Rettungswagen, ein Notfalltransportwagen, zwei Krankentransportwagen und ein Notarzteinsatzfahrzeug des Deutschen Roten Kreuzes stationiert.

### Öffentliche Einrichtungen
Meppen ist Sitz der Kreisverwaltung.
Die Wehrtechnische Dienststelle 91 für Waffen und Munition der Bundeswehr, früher Kruppscher Schießplatz, wurde 1877 gegründet. Sie betreibt den Fliegerhorst Meppen.

### Bildung

#### Gymnasien
- Gymnasium Marianum, privates Gymnasium in Trägerschaft des Bistums Osnabrück
- Windthorst-Gymnasium
- Berufliches Gymnasium Wirtschaft, Technik, Sozialpädagogik und Gesundheitspflege

#### Oberschulen
- Kardinal-von-Galen-Schule Meppen

- Anne-Frank-Schule
- Johannesschule

#### Grundschulen
- Sechs Grundschulen in den zentralen Stadtteilen sowie weitere sechs Grundschulen in den eingemeindeten Ortsteilen Bokeloh, Groß Fullen, Hemsen, Rühle, Teglingen und Versen

#### Förderschulen und Tagesbildungsstätte
- Pestalozzischule, Förderschule mit dem Schwerpunkt Lernen
- Helen-Keller-Schule, Förderschule mit dem Schwerpunkt körperliche und motorische Entwicklung
- Jakob-Muth-Schule, Tagesbildungsstätte für Kinder und Jugendliche mit Förderbedarf im Bereich der geistigen Entwicklung

#### Berufsbildende Schulen
- Berufsbildende Schulen Meppen – Landwirtschaftliche und Hauswirtschaftliche Fachrichtungen
- Berufsbildende Schulen Meppen – Gewerbliche und Kaufmännische Fachrichtungen
- Marienhaus-Schule: Berufsfach-, Fachschulen und Fachoberschulen der Missionsschwestern Mariens
- Schulungszentrum am Krankenhaus Ludmillenstift Meppen: Aus-, Fort- und Weiterbildung für Gesundheitsberufe

#### Weitere Schulen
- Musikschule des Emslandes[47]
- Kunstschule im Meppener Kunstkreis
- Volkshochschule Meppen
- Deutsche Angestellten-Akademie

### Kirchen
Die Einwohner sind überwiegend katholisch.
- katholische Gemeinden
  - Propsteikirche St. Vitus, Altstadt
  - St. Paulus, Neustadt
  - St. Maria zum Frieden, Esterfeld
  - St. Franz Xaver, Rühle
  - St. Vinzentius, Fullen/Versen
  - St. Vitus, Bokeloh
  - St. Antonius, Apeldorn
  - Kirche der Unbefleckten Empfängnis Mariens, Hemsen
  - St. Joseph, Schwefingen
  - St. Antonius, Teglingen

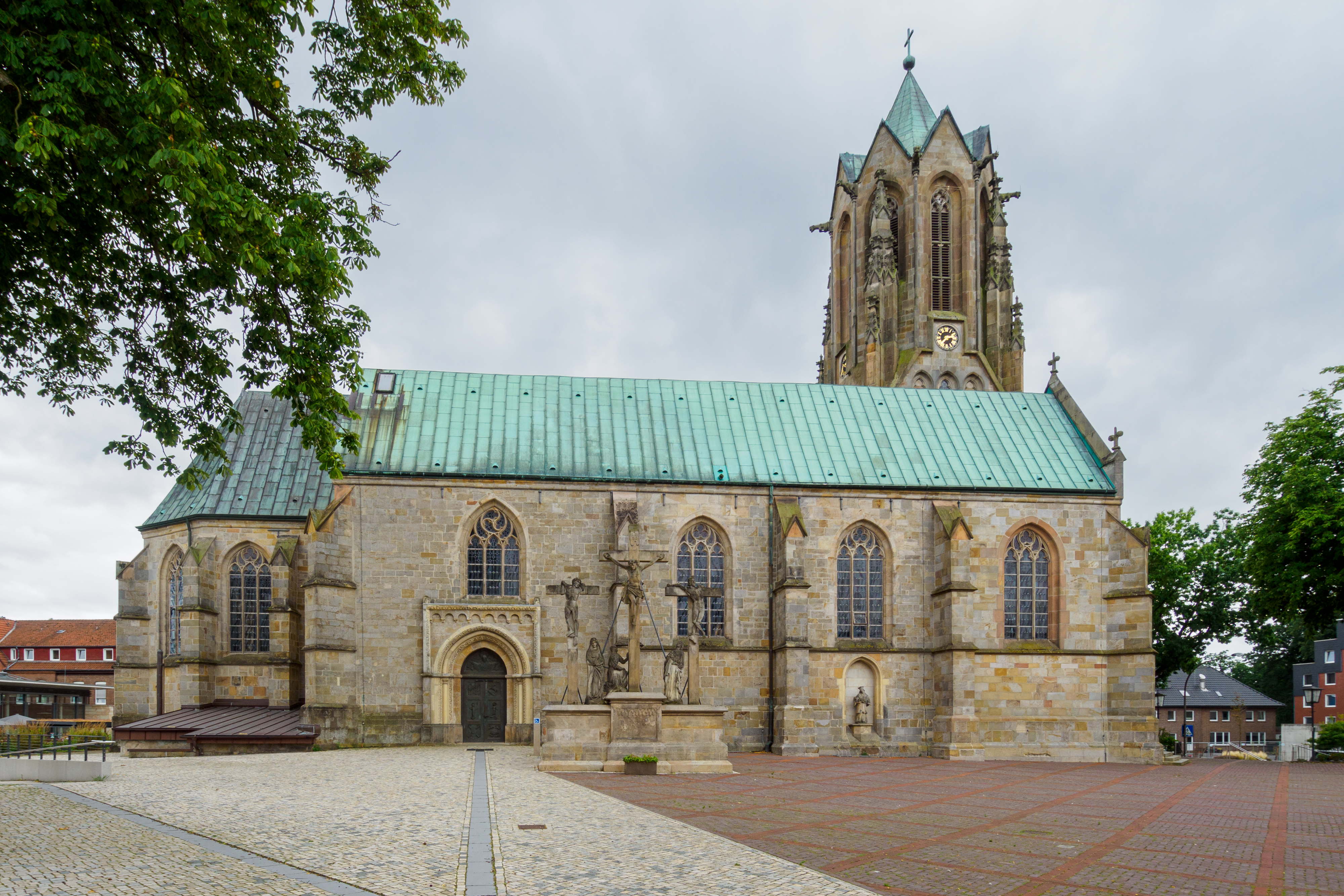
Propsteikirche St. Vitus (Meppen-Altstadt)
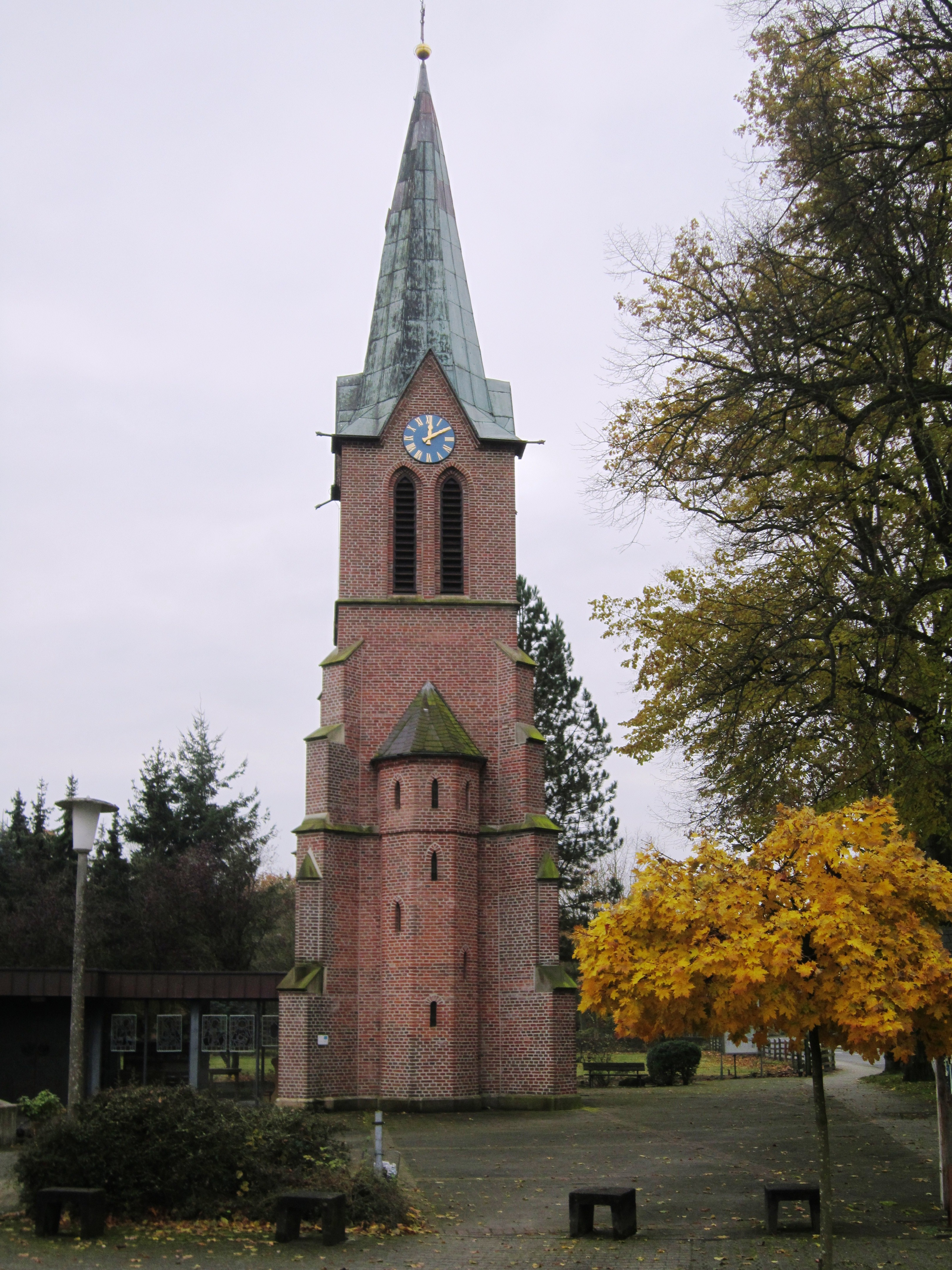
St. Antonius von Padua (Apeldorn)
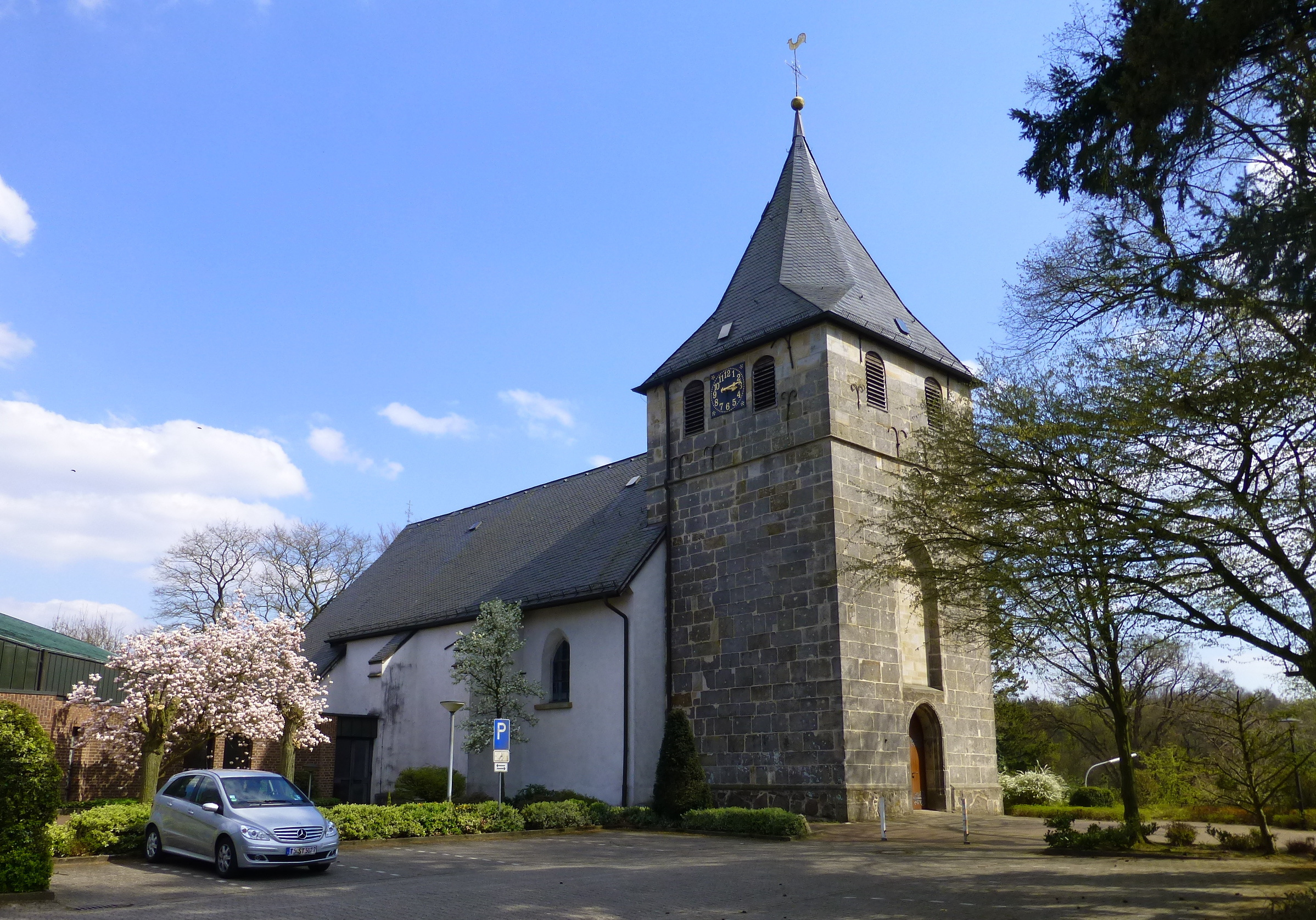
St. Vitus (Bokeloh)
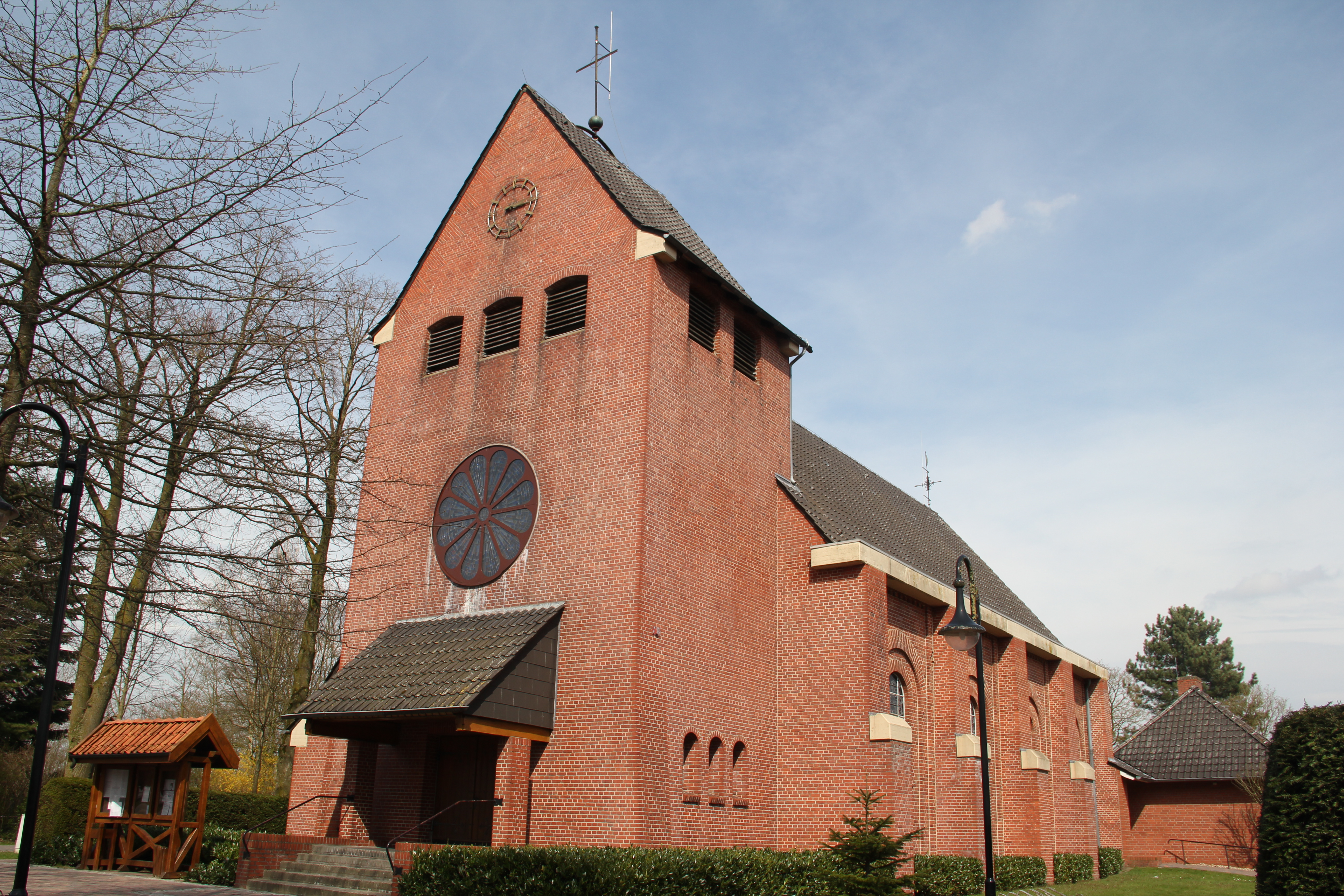
St. Marien (Hemsen)
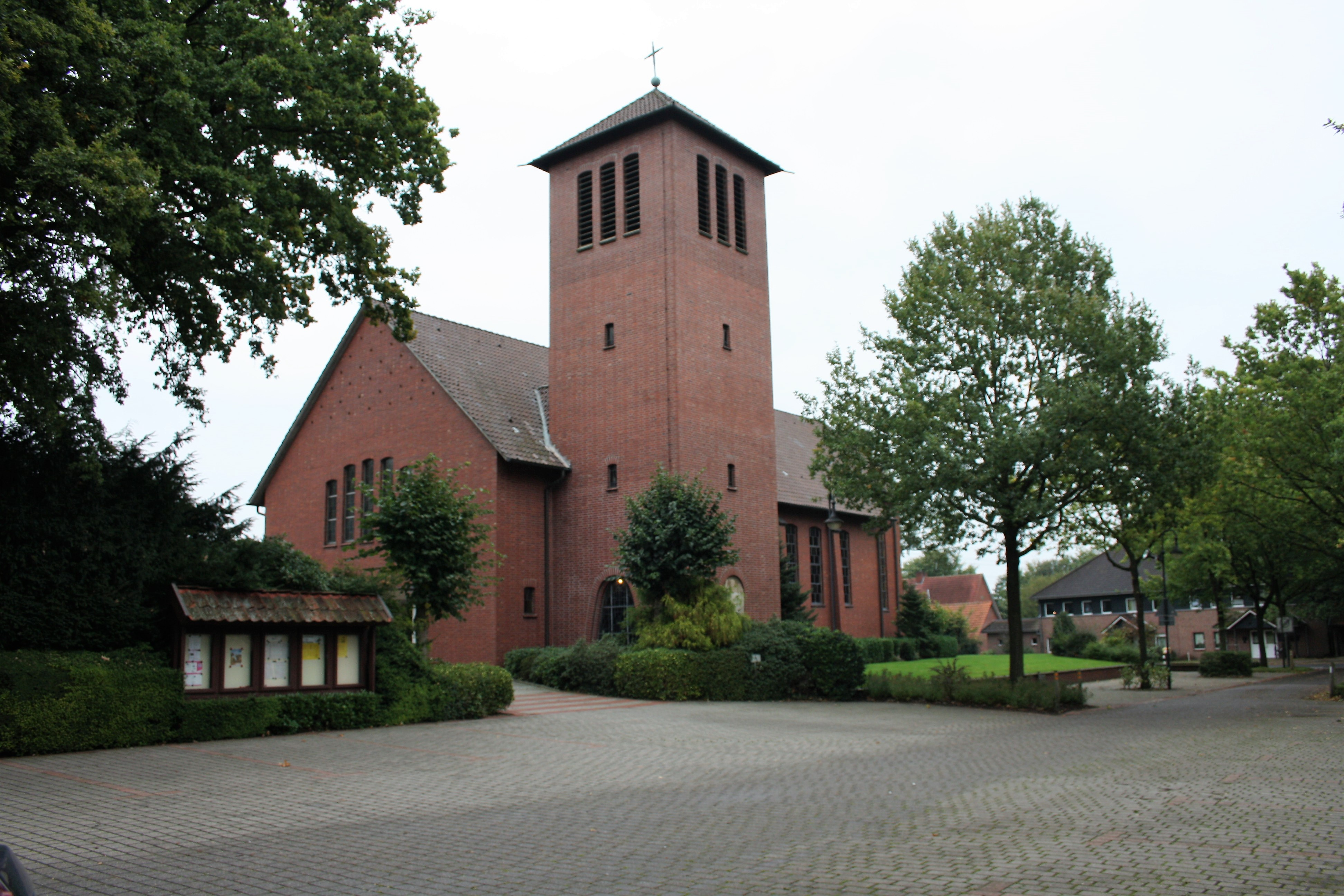
St. Franz Xaver (Rühle)
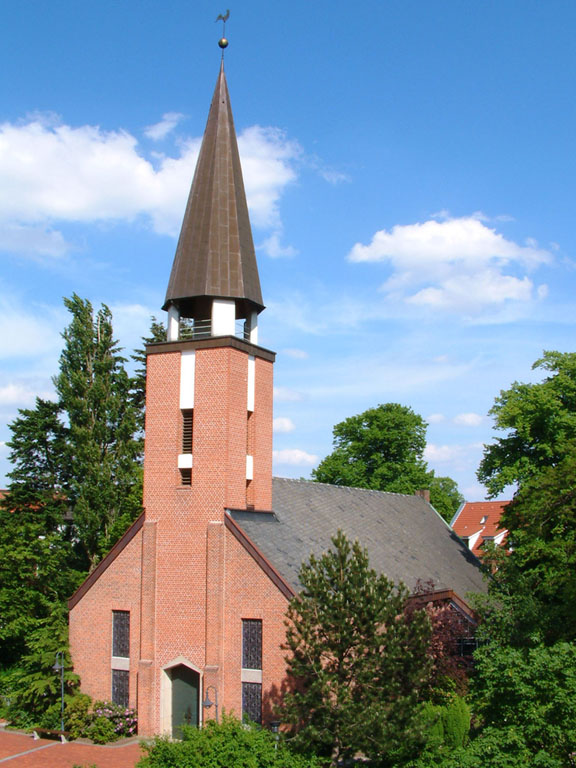
Gustav-Adolf-Kirche

- evangelische Gemeinden
  - evangelisch-lutherische Gustav-Adolf-Kirchengemeinde, Neustadt
  - evangelisch-lutherische Bethlehem-Kirchengemeinde, Esterfeld
  - evangelisch-reformierte Kirchengemeinde, Schönighsdorf
- Freikirchen
  - Evangelisch-Freikirchliche Gemeinde, Baptisten

Andere Glaubensgemeinschaften
- Neuapostolische Kirche
- Zeugen Jehovas

## Persönlichkeiten

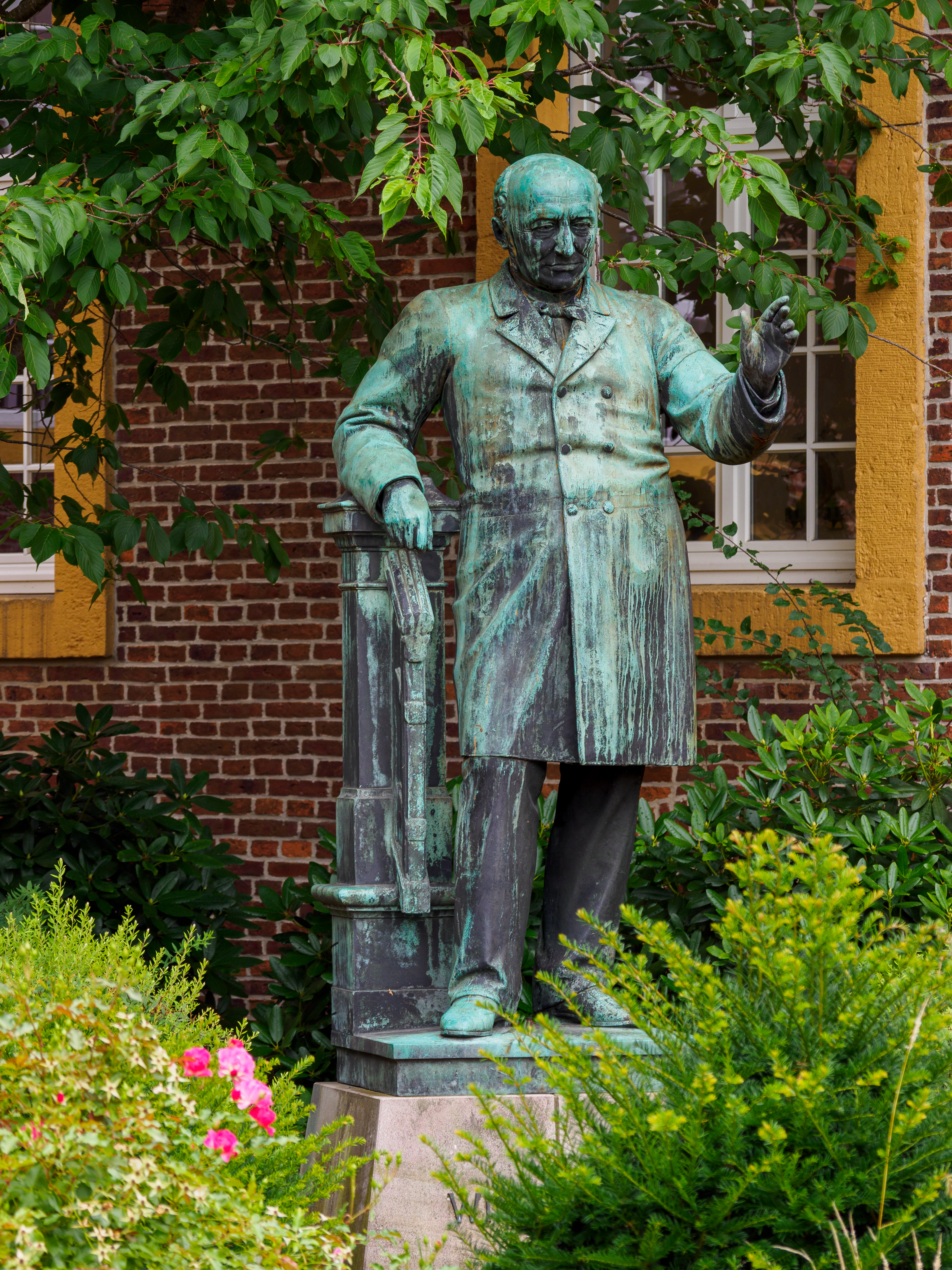
Windthorst-Denkmal Gymnasialkirche Meppen (2022)

### Ehrenbürger
- 1888: Ludwig Windthorst (1812–1891), Abgeordneter von Meppen im Reichstag und Mitgründer der Deutschen Zentrumspartei
- 1913: Wilhelm Anton Riedemann (1832–1920), Pionier der Tankschifffahrt und Mitgründer der Deutsch-Amerikanischen Petroleum-Gesellschaft (DAPG, heute ExxonMobil)
- 1919: Engelbert-Maria von Arenberg (1872–1949), neunter Herzog des Hauses Arenberg und Enkel von Herzog Prosper-Ludwig von Arenberg (1785–1861), dem ehemaligen Landesherrn im Herzogtum Arenberg-Meppen
- 1950: Wilhelm Berning (1877–1955), von 1914 bis 1955 Bischof von Osnabrück
- 1955: Wilhelm Sagemüller (1880–1962), von 1948 bis 1956 Bürgermeister der Stadt Meppen, Aberkennung der Ehrenbürgerschaft durch die Stadt Meppen am 18. September 2014 u. a. wegen der Beteiligung beim Bau der Emslandlager 1933
- 1967: Arnold Blanke (1887–1972)[48]

### In Meppen geborene Personen
- Johannes Schiphower (1463–nach 1521), Theologe und Historiker
- Theodor von Rheden (1492–1556), Bischof von Lübeck
- Dietrich von Velen (1591–1657), Drost des Emslandes und Gründer von Papenburg
- Dietrich Anton von Velen (1643–1700), Dompropst in Münster
- Levin Schücking (1814–1883), Schriftsteller
- Ferdinand Schöningh (1815–1883), Verleger
- Bernhard von Lepel (1818–1885), preußischer Offizier, Schriftsteller und lebenslanger Freund Theodor Fontanes
- Eduard Schöningh (1823–1900), Pionier der Hochmoorkultivierung, Marineartillerieoffizier und Bürgermeister von Meppen
- Augustus Maria Toebbe (1829–1884), Bischof von Covington, Kentucky, USA
- Wilhelm Anton Riedemann (1832–1920), Pionier der Tankschifffahrt und Mitbegründer der DAPG
- Johannes von Euch (1834–1922), Bischof, apostolischer Vikar von Dänemark (1892–1922)
- Adolf Bödiker (1835–1893), Reichstags- und Landtagsabgeordneter (Zentrum)
- Tonio Bödiker (1843–1907), preußischer Staatsmann und Oberregierungsrat
- Max Sternberg (1856–1930), politisch engagierter Arzt
- Theodor Reismann-Grone (1863–1949), Verleger und Politiker
- Karl Brandi (1868–1946), Historiker
- Maria Heilmann (1887–1969), Lehrerin, Heimatforscherin, Historikerin und Kunsthistorikerin
- Naftali Apt (1888–1942), Rabbiner
- August Löning (1889–1966), Politiker
- Hermann Kerckhoff (1900–1987), Apotheker, Politiker (CDU), Mitglied des Niedersächsischen Landtages
- Walter Többens (1909–1954), Unternehmer
- Franz Bösken (1909–1976), Organologe
- Hermann Friese (1911–1996), Politiker (CDU), Mitglied des Deutschen Bundestages
- Rhabanus Maurus Haacke (1912–1993), Benediktiner und Kirchenhistoriker
- Gerd Zacher (1929–2014), Komponist, Organist und Musikschriftsteller
- Hans Hunfeld (* 1936), Professor für die Didaktik der Englischen Sprache und Literatur
- Alwin Schockemöhle (* 1937), Springreiter
- Wendelin Köster SJ (* 1939), Rektor des Jesuitenkollegs Sankt Georgen
- Hermann Lause (1939–2005), Film- und Theaterschauspieler
- Günter Balders (* 1942), baptistischer Theologe und emeritierter Professor für Kirchengeschichte
- Reinhold Schaffrath (* 1946), Schauspieler, Sänger, Theaterwissenschaftler und Regisseur
- Bernt Jansen (* 1949), Tischtennisspieler
- Hermann Korte (1949–2020), Germanist und Literaturwissenschaftler
- Dieter Kley (* 1950), Bundesrichter a. D.
- Helmut Gels (* 1952), Bürgermeister von Vechta
- Richard Wiese (* 1953), Linguist und Hochschullehrer
- Carolin Philipps (* 1954), Jugendbuchautorin
- Helmut Hoping (* 1956), katholischer Theologe und Professor
- Renate Volbert (* 1957), Psychologin und rechtspsychologische Gutachterin
- Reinhild Ahlers (* 1959), römisch-katholischer Theologin und Hochschullehrerin
- Andreas Slominski (* 1959), Künstler
- Markus Löning (* 1960), Politiker
- Christa Frieda Vogel (* 1960), Fotokünstlerin
- Andreas Müller (* 1961), Jugendrichter
- Peter Wenig (* 1961), Journalist
- Alwin Otten (* 1963), zweifacher Ruderweltmeister im Leichtgewicht
- Ludger Abeln (* 1964), Unternehmenssprecher und früherer Fernsehmoderator des NDR
- Andrea Kötter, geborene Proske (* 1964), Politikerin (SPD)
- Vera Brieske (* 1967), Archäologin für Frühgeschichte
- Axel Büring (* 1967), Volleyballtrainer
- Daniel Giese (* 1969/70), neonazistischer Sänger
- Bernd Schlömer (* 1971), Politiker (Piratenpartei; FDP)
- Tobias Böckermann (* 1973), Journalist und Sachbuchautor
- Christian Hüser (* 1973), Kinderliedermacher, Autor
- Holger Wehlage (* 1976), Fußballspieler
- Kerstin de Witt (* 1976), Blockflötistin
- Thomas Bode (* 1977), Rechtswissenschaftler und Hochschullehrer
- Markus Lau (* 1977), katholischer Theologe
- Carsten Schlangen (* 1980), Leichtathlet, deutscher Meister 2006/07/09/10, Olympiateilnehmer 2008 und EM-Silbermedaillengewinner 2010
- Thomas Bröker (* 1985), Profifußballspieler
- Jana-Franziska Poll (* 1988), Volleyball-Nationalspielerin
- Maciej Szewczyk (* 1994), polnisch-deutscher Fußballspieler
- Thorben Deters (* 1995), Fußballspieler
- Ted Tattermusch (* 2001), Fußballspieler
- Noah Kruth (* 2003), Fußballtorhüter

### Persönlichkeiten, die vor Ort gewirkt haben
- Beringer Altmann (1939–2010), Maler und Grafiker
- Gottfried Wilhelm Bueren (1801–1859), Liederdichter
- Alexandre II. de Bournonville (1616–1690), 1644 Kommandant der Festung Meppen, 1678 Spanischer Vizekönig non Katalonien, 1686 Vizekönig von Navarra
- Matthias Deymann (1799–1871), Jurist und Politiker
- Johannes Bernhard Diepenbrock (1796–1884), Theologe und Historiker
- Gebrüder Hemony François (1609–1667) und Pieter (1619–1680), Glockengießer, gossen 1643 das Geläut der Propsteikirche (Meppen)
- Gerhard Henschel (* 1962), Schriftsteller und Übersetzer
- Dodo Freiherr zu Innhausen und Knyphausen (1583–1636), Feldherr im Dreißigjährigen Krieg. Er kam am Beginn der Schlacht bei Haselünne ums Leben. Seine Leiche wurde von Meppen am 4. März 1636 per Schiff die Ems hinab nach Emden überführt und am 3. Mai 1636 in der Jennelter Kirche beigesetzt, wo der kupferne Prunksarg noch heute zu besichtigen ist
- Isaac Lardin von Limbach († 1627), protestantischer Obrist im Dreißigjährigen Krieg, war 1621 bis 1623 Kommandant der Festung Meppen
- Hermann Michel (1935–2015), Spieler-Trainer beim SV Meppen sowie bis 1991 Sportlehrer am Gymnasium Marianum
- Maria Mönch-Tegeder (1903–1980), Dichterin
- Werner Müller (1946–2019), Manager und Politiker und ehemaliger Bundeswirtschaftsminister; Abitur am Windthorst-Gymnasium
- Christian Neidhart (* 1968), Fußballtrainer des SV Meppen zum Zeitpunkt des Aufstiegs in die 3. Liga
- Otto Pankok (1893–1966), Maler und Bildhauer; 1964 Aufenthalt in Meppen, während der NS-Zeit zeitweilig im heutigen Ortsteil Bokeloh lebend
- Theo Paul (* 1953), Generalvikar des Bistums Osnabrück
- Gottlieb Planck (1824–1910), Richter und Politiker; wirkte in den Jahren 1863 bis 1867 als Richter am Obergericht Meppen
- Christoph Rihs (* 1957), Künstler
- Josef Stecker (1916–2008), Jurist und Politiker
- Deniz Undav (* 1996), Fußballspieler
- Arthur Wieferich (1884–1954), Mathematiker

## Trivia

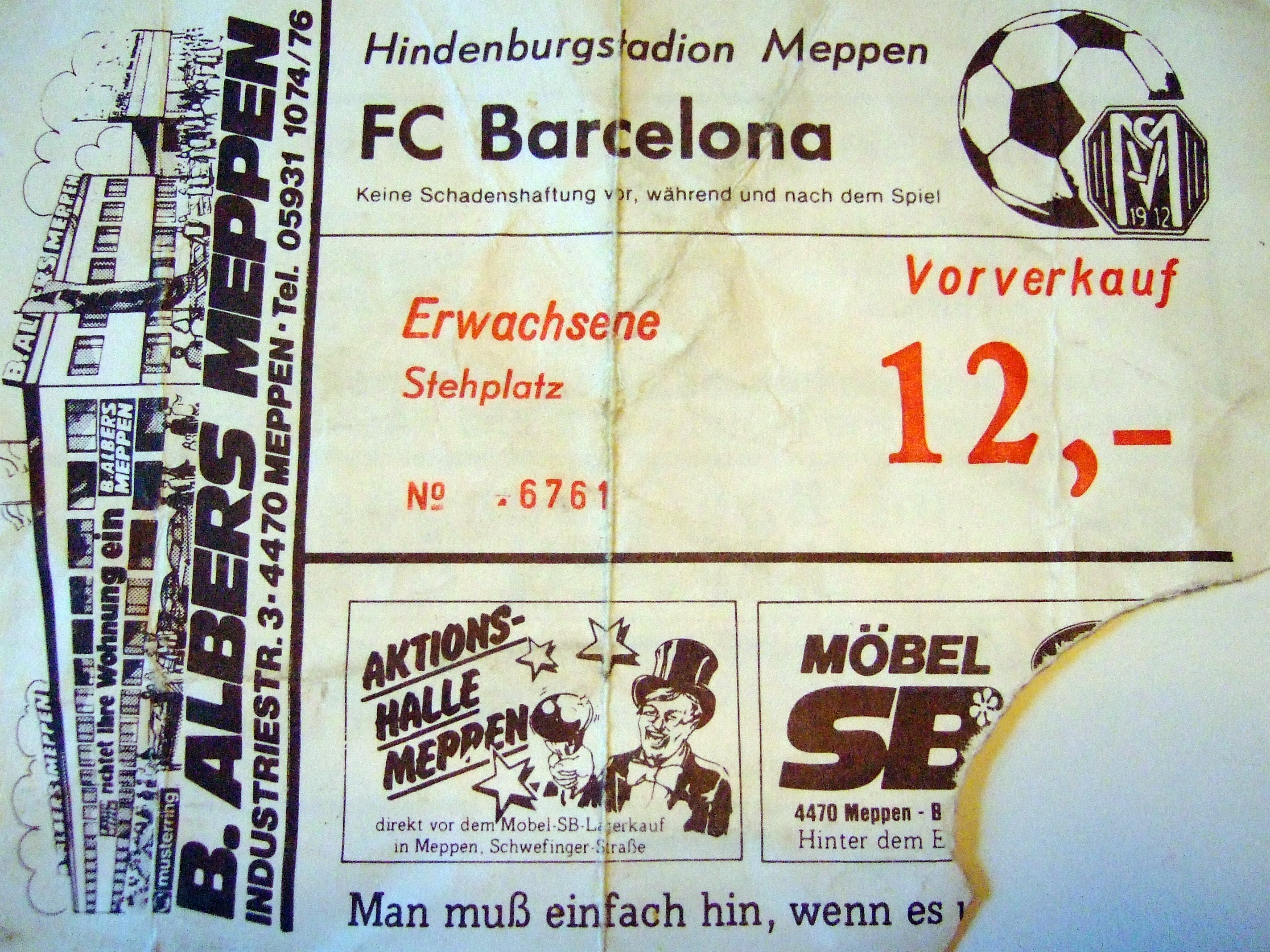
Eintrittskarte für das Spiel des SV Meppen gegen den FC Barcelona am 3. August 1982

In Meppen ist auch Luise Koschinsky beheimatet, die vom Kabarettisten Hans Werner Olm dargestellt wird. Die Dreharbeiten für ihre Episoden fanden bisher jedoch nicht in Meppen statt.
Der FC Barcelona war am 3. August 1982 beim SV Meppen zu Gast. Hierbei handelte es sich um das erste Klubspiel von Diego Maradona auf europäischem Boden.